# Blomberg

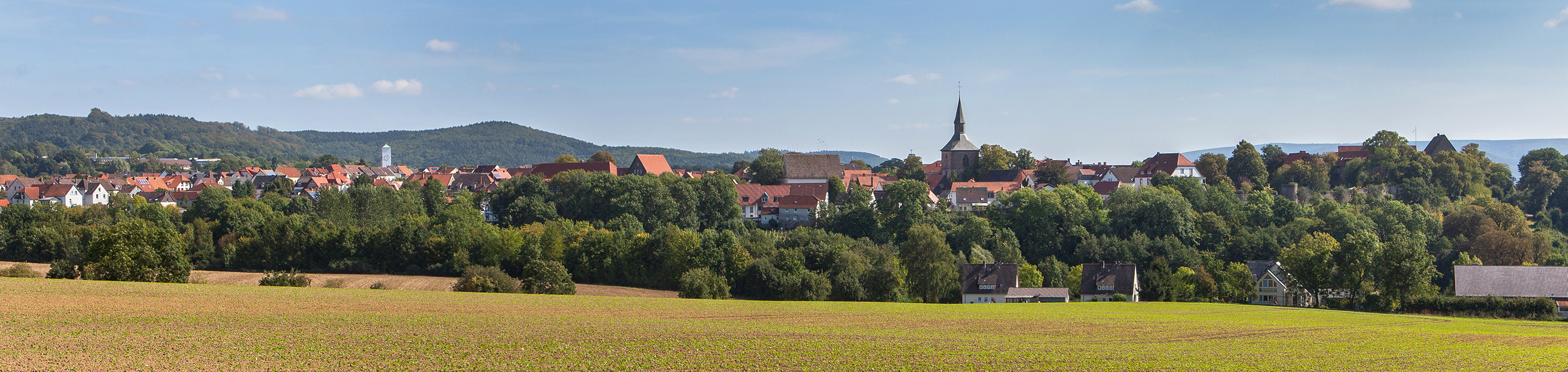
Blomberg, Ansicht von Nordwesten

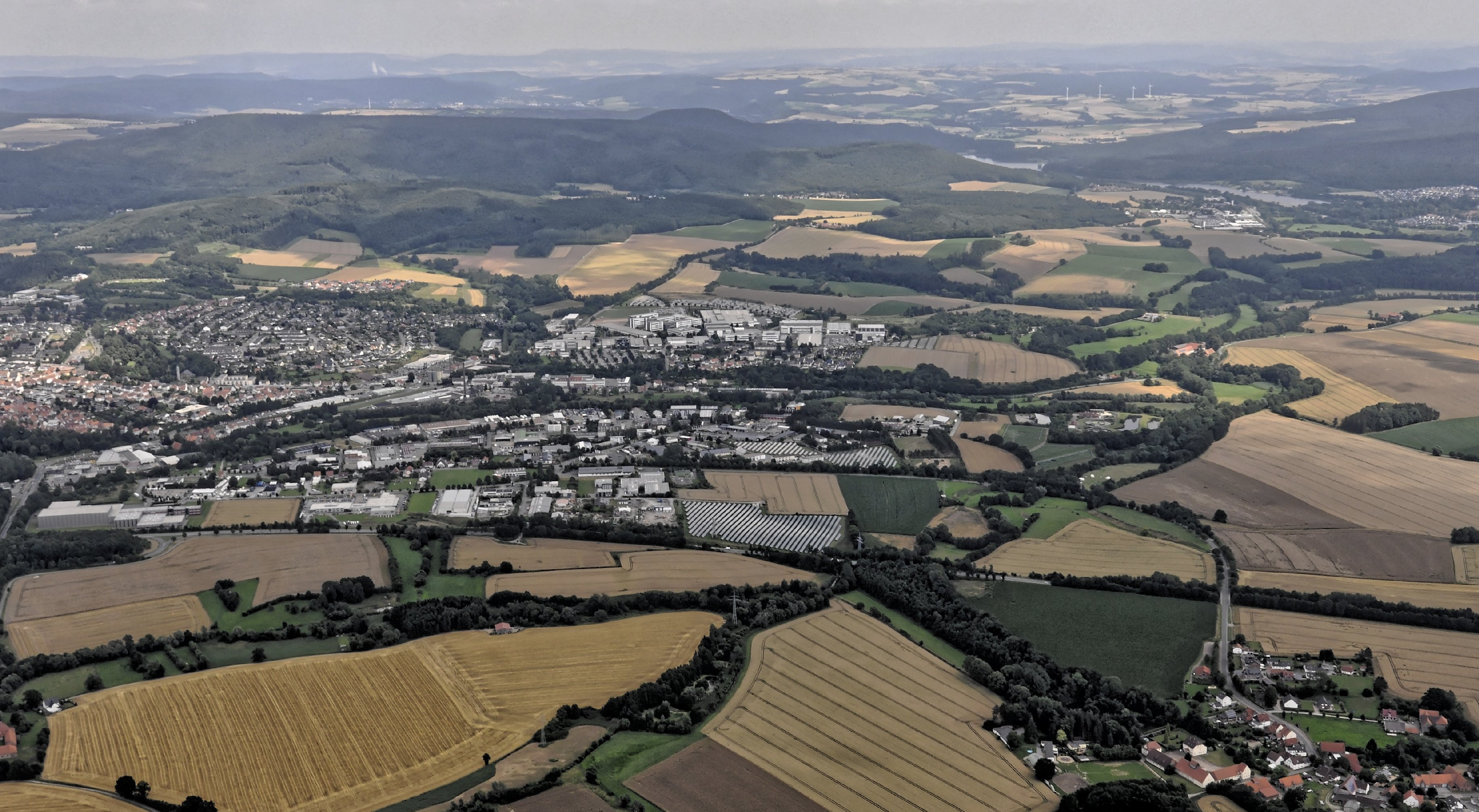
Blomberg von oben

Blomberg ['blɔmbɛʁk] ⓘ (niederdeutsch: In’n Blommajje, Blommerg) ist eine Stadt in Ostwestfalen-Lippe, Nordrhein-Westfalen. Sie liegt im Osten des Kreises Lippe, rund 45 Kilometer südöstlich von Bielefeld und 20 Kilometer östlich von Detmold. Die Kernstadt wurde in der Kommunalreform von 1970 mit weiteren 18 bis dahin selbständigen Gemeinden zusammengeschlossen. Blomberg hat rund 15.000 Einwohner und besitzt eine gut erhaltene historische Altstadt. Die erste Besiedlung des Stadtgebiets fand zwischen dem 6. und 8. Jahrhundert n. Chr. im Zuge der altsächsischen Zuwanderung statt. Zwischen 1231 und 1255 erfolgte die Stadtgründung durch den lippischen Grafen Bernhard III.

## Geografie

### Geografische Lage
Blomberg liegt 45 km südöstlich von Bielefeld, 20 km östlich von Detmold und 17 km südwestlich von Bad Pyrmont. Das Stadtgebiet liegt in den südlichen Ausläufern des Lippischen Berglands und im Bereich der Blomberger und Schwalenberger Höhen.
Die Kernstadt befindet sich im Zentrum des sogenannten Blomberger Beckens, das etwa 150 m über NHN liegt und sich deutlich vom umliegenden Gebiet abgrenzt. Den Saum des Beckens im Norden und Osten bilden die rund 400 m hohen bewaldeten Bergrücken des Barntruper und Blomberger Stadtwaldes mit dem Dicker-, Becker- und Winterberg. Im Westen liegen der Höntruper Berg, der Meierberg, der Mossenberg (228 m) und der Püllenberg (261 m), während die Grenze im Süden vom Nessenberg (235 m), Spielberg (239 m) und Steinberg (342 m) gebildet wird. Die Entwässerung des östlichen Teils des Blomberger Beckens erfolgt durch die Diestel, einem linken Nebenfluss der Emmer. Zwischen den Ortsteilen Istrup und Großenmarpe hat sich eine Wasserscheide gebildet. Deshalb wird der westliche Teil des Blomberger Beckens über die Marpe und deren Nebenbäche Richtung Bega/Werre entwässert.
Der tiefste Punkt des Gemeindegebiets liegt auf 139 m, der höchste ist die Kuppe des Winterberges auf 429 m.

### Geologie
Das Gemeindegebiet liegt auf der Südflanke der Pyrmont-Piesberger-Achse, es sind hier fast ausschließlich Gesteine des Mittleren (Km) und Oberen Keupers (Ko) aufgeschlossen. Die einst im Erdmittelalter waagerecht gelagerten Gesteinsschichten wurden im Tertiär vor rund 30 Millionen Jahren angehoben und bildeten den Blomberger Sattel.
Durch Erosion wurden im Zentrum des Sattels die älteren grauen und roten Mergel des Mittleren Keupers (Km1) freigelegt, der wegen eingeschalteter Lagen aus Gips auch Gipskeuper genannt wird. Es entstand die deutlich zu erkennende Beckenstruktur, diese Erscheinung wird als Reliefumkehr bezeichnet. Der Schilfsandstein (Km2) bildet dann eine erste markante Geländestufe. Die Stadt selbst befindet sich auf dem Westrand dieser Steilstufe. Der Schilfsandstein wurde in kleinen Steinbrüchen als Bruchstein zu Bauzwecken gewonnen. Die Mergelsteine der sog. Roten Wand (Km3) sind verwitterungsanfällig, erst die folgenden härteren Steinmergel (Km4) lassen eine weitere Stufe im Gelände entstehen. Der äußerste Rand der Beckenstruktur besteht aus härteren Gesteinsschichten des Oberen Keupers (Ko) Rätkeuper.
Im Tertiär kam es in den inneren aus Gipskeuper bestehenden Beckenrändern zur Auflösung von Gipslagen. Durch diesen Vorgang, auch Subrosion genannt, bildeten sich Mulden. Diese wurden mit den verwitternden Mergeln aus der unmittelbaren Umgebung wieder verfüllt. Wegen ihres hohen Tonanteils bildeten diese Sedimente die Rohstoffbasis für einige Ziegeleibetriebe. Im Becken selbst hat sich im Verlauf der letzten Eiszeit Löss abgelagert und ist zu Lösslehm verwittert. Die Höhe der Ablagerungen beträgt bis zu 150 cm und ist verantwortlich für die gute bis sehr gute Qualität der Ackerböden.

### Ausdehnung und Nutzung des Stadtgebiets

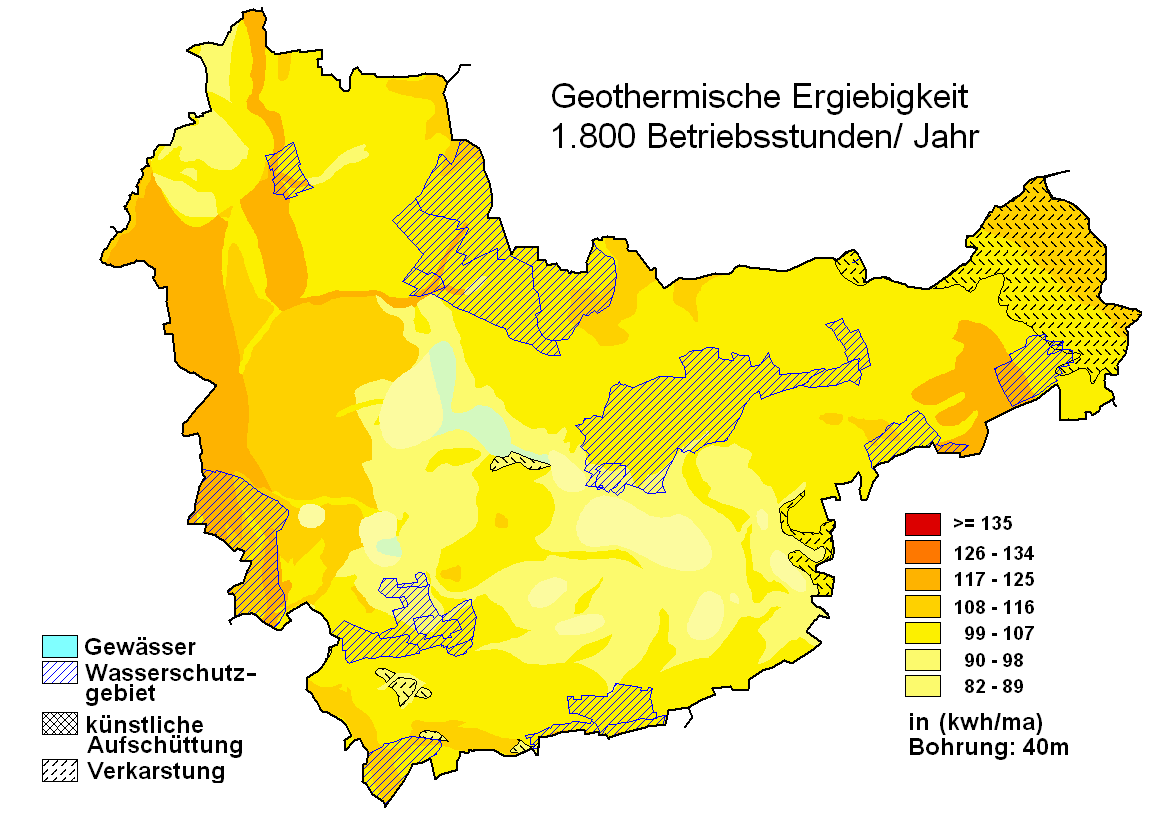
Geothermische Karte von Blomberg

Die als Kleinstadt klassifizierte Stadt erstreckt sich über eine Fläche von 99,12 km². Das Gemeindegebiet hat eine maximale Ausdehnung in Ost-West-Richtung von rund 12½ km und in Nord-Süd-Richtung von etwa 15½ km.
Der überwiegende Teil des Bodens wird von der Landwirtschaft genutzt, im Bereich der feuchten Bachniederungen hauptsächlich als Grünland und Weiden. Der Wald auf den umliegenden Bergen besteht zu drei Vierteln aus Laubbäumen, überwiegend Buchen, während auf dem Rätkeuper Fichtenkulturen gedeihen. Im Vergleich zum NRW-Landesdurchschnitt von 49,4 % liegt die Landwirtschaftsfläche in Blomberg bei 60 %, während die Waldfläche bei 25,4 % (NRW) bzw. 26,5 % (Blomberg) liegt.
Ausgedehnte Flächen des Blomberger Stadtgebiets eignen sich gut bis sehr gut zur Nutzung von geothermischen Wärmequellen mittels Erdwärmesonde und Wärmegewinnung durch Wärmepumpenheizungen. Im zentralen und südlichen Stadtgebiet ist die Eignung jedoch eher mittelmäßig, vereinzelt schlecht (vgl. dazu die nebenstehende Karte).

Nachbargemeinden

| Fläche nach Nutzungsart | Landwirt- schafts- fläche | Wald- fläche | Gebäude-, Frei- und Betriebsfläche | Verkehrs- fläche | Wasser- fläche | Sport- und Grünfläche | sonstige Nutzung |
| ----------------------- | ------------------------- | ------------ | ---------------------------------- | ---------------- | -------------- | --------------------- | ---------------- |
| Fläche in km²           | 59,44                     | 26,26        | 6,03                               | 5,09             | 0,51           | 1,72                  | 0,06             |
| Anteil an Gesamtfläche  | 59,97 %                   | 26,49 %      | 6,08 %                             | 5,14 %           | 0,51 %         | 1,74 %                | 0,06 %           |

### Nachbargemeinden
Das Stadtgebiet grenzt an folgende Gemeinden (im Uhrzeigersinn, von Nordosten beginnend): Bad Pyrmont (im Landkreis Hameln-Pyrmont, Niedersachsen), Lügde, Schieder-Schwalenberg, Horn-Bad Meinberg, Detmold, Lemgo, Dörentrup und Barntrup (alle im Kreis Lippe).

### Stadtgliederung

Ortschaften von Blomberg

| Ortsteile         | Fläche (km²) | Einwohner 30. Juni 2021 | Ortsvorsteher 9. September 2022      |
| ----------------- | ------------ | ----------------------- | ------------------------------------ |
| Altendonop        | 04,28        | 0232                    | Paulo Cameli                         |
| Blomberg          | 20,16        | 7677                    | Nord: Rolf Schlüter Süd: Klaus Geise |
| Borkhausen        | 02,79        | 0043                    | Jörg Berten                          |
| Brüntrup          | 04,60        | 0456                    | Heike Niedermeier                    |
| Cappel            | 02,81        | 0552                    | Dietmar Albrecht                     |
| Dalborn           | 02,84        | 0087                    | Stefanie Beermann                    |
| Donop             | 05,26        | 0471                    | Lothar Vogt                          |
| Eschenbruch       | 07,55        | 0422                    | Nicole Kästing                       |
| Großenmarpe       | 09,14        | 1174                    | Peter Siegmann                       |
| Herrentrup        | 03,83        | 0472                    | Reinhard Heilig                      |
| Höntrup           | 02,30        | 0213                    | Ernst-Wilhelm Beckmeier              |
| Istrup            | 10,54        | 1401                    | Jürgen Berghahn                      |
| Kleinenmarpe      | 03,44        | 0134                    | Frank Wilde                          |
| Maspe             | 02,09        | 0217                    | Jörg Berten                          |
| Mossenberg-Wöhren | 03,44        | 0229                    | Wilhelm Schnittcher                  |
| Reelkirchen       | 04,00        | 0689                    | Claudia Cruts                        |
| Siebenhöfen       | 03,62        | 0064                    | Jörg Berten                          |
| Tintrup           | 02,91        | 0320                    | Thomas Spieker                       |
| Wellentrup        | 03,62        | 0226                    | Hagen Stiewe                         |

### Klima
Das Blomberger Stadtgebiet gehört zum maritimen Klimabereich Nordwestdeutschlands. Die Winter sind unter atlantischem Einfluss meist mild, die Sommer mäßig warm und die Niederschläge relativ gleichmäßig verteilt. Die Jahresdurchschnittstemperatur beträgt rund 9 °C. Die Monatsmittel schwanken regionaltypisch von etwa 0 °C im Januar bis 17 °C im Juli/August. Die Jahresniederschlagsmenge beträgt rund 900 mm. Die durchschnittliche jährliche Sonneneinstrahlung beträgt 955 Kilowattstunden pro Quadratmeter.
|                       | Jan | Feb | Mär | Apr  | Mai  | Jun  | Jul  | Aug  | Sep  | Okt  | Nov | Dez |   |     |
| Mittl. Tagesmax. (°C) | 4,0 | 5,0 | 8,0 | 12,0 | 17,0 | 20,0 | 22,0 | 22,0 | 18,0 | 14,0 | 8,0 | 5,0 | ⌀ | 13  |
| Mittl. Tagesmin. (°C) | 0,0 | 0,0 | 2,0 | 5,0  | 9,0  | 12,0 | 13,0 | 13,0 | 11,0 | 8,0  | 4,0 | 0,5 | ⌀ | 6,5 |
|                       |     |     |     |      |      |      |      |      |      |      |     |     |   |     |
| Niederschlag (mm)     | 85  | 60  | 70  | 65   | 75   | 82   | 81   | 78   | 70   | 65   | 85  | 95  | Σ | 911 |
|                       |     |     |     |      |      |      |      |      |      |      |     |     |   |     |
| Sonnenstunden (h/d)   | 1   | 3   | 3   | 5    | 6    | 6    | 6    | 6    | 5    | 4    | 2   | 1   | ⌀ | 4   |

| 0,0 |

| 0,0 |

| 2,0 |

| 5,0 |

| 9,0 |

| 12,0 |

| 13,0 |

| 13,0 |

| 11,0 |

| 8,0 |

| 4,0 |

| 0,5 |

| 0,0 |

| 0,0 |

| 2,0 |

| 5,0 |

| 9,0 |

| 12,0 |

| 13,0 |

| 13,0 |

| 11,0 |

| 8,0 |

| 4,0 |

| 0,5 |

→ Siehe auch: Klima in Ostwestfalen-Lippe

## Geschichte

### Stadtgründung und Leben im späten Mittelalter

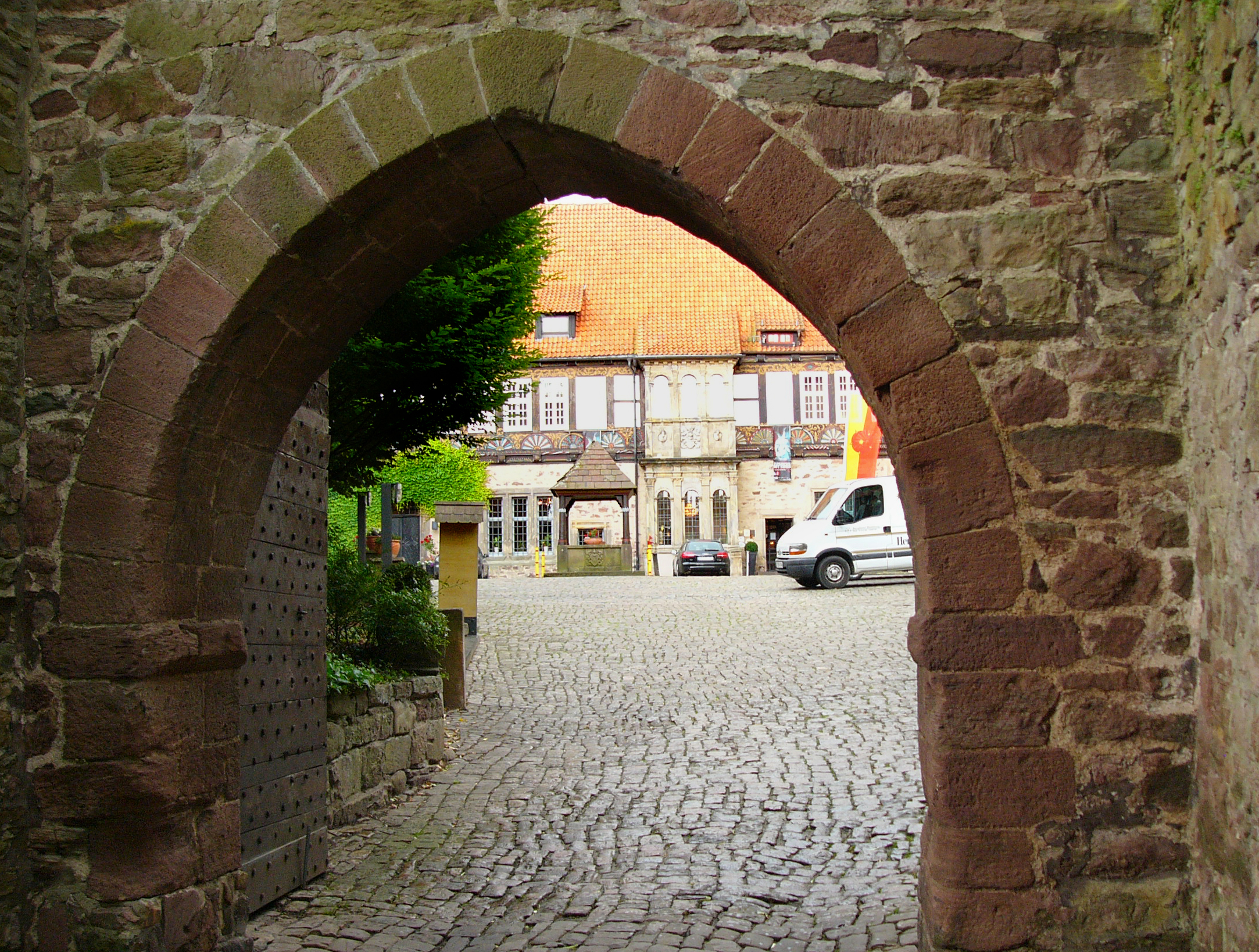
Tor zur Burg mit Blick in den Innenhof

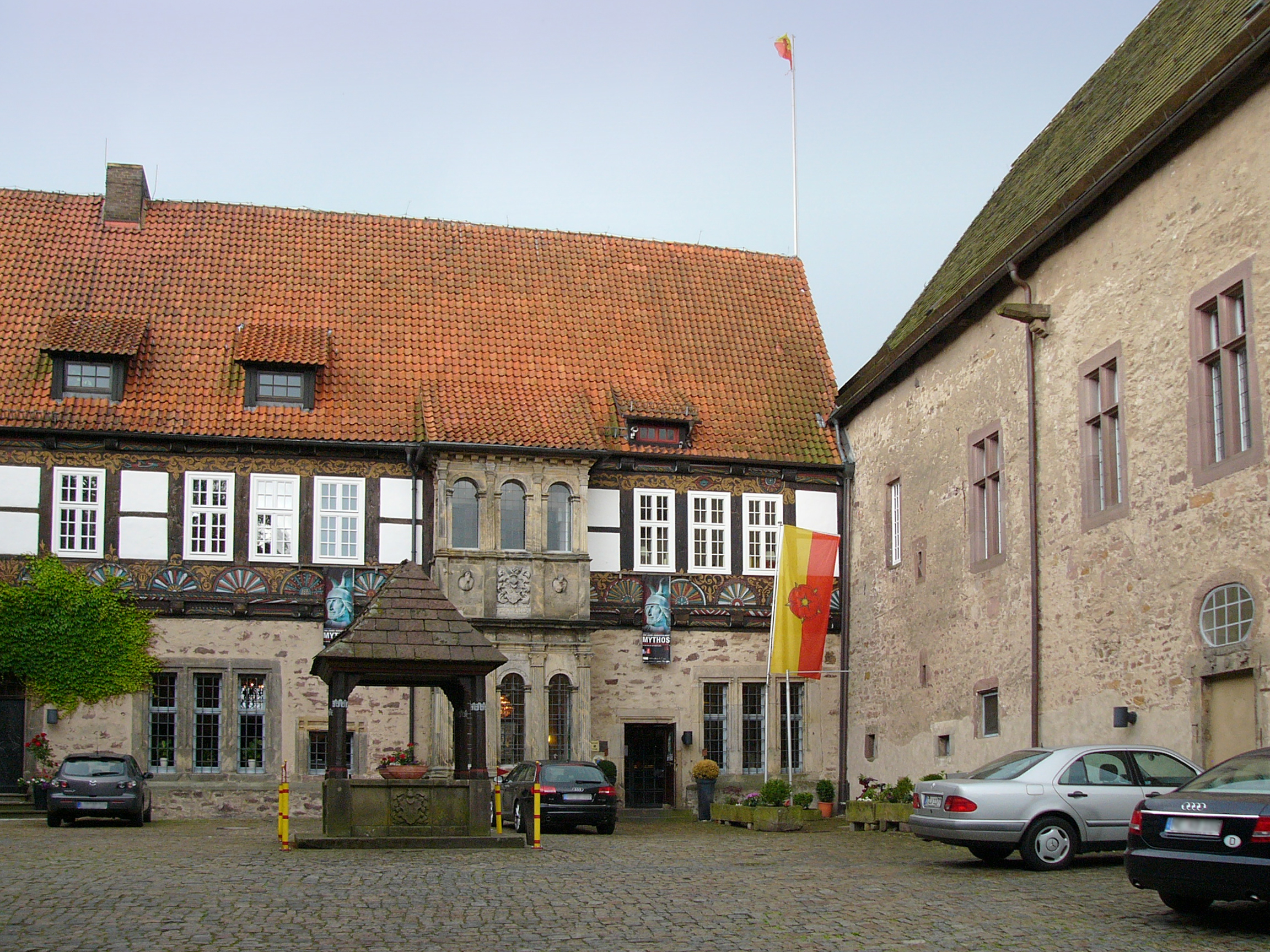
Burg, Blick in den Innenhof

Das heutige Stadtgebiet wurde zwischen dem 6. und 8. Jahrhundert n. Chr. im Verlauf der altsächsischen Expansion besiedelt. In dieser Zeit entstanden die Dörfer in der Region, die mit -trup enden, wie Herrentrup, Istrup, Wellentrup, Brüntrup, Tintrup und Höntrup. Die Bezeichnung -trup bedeutet -dorf und wurde im Laufe der Zeit durch Metathese gebildet.
Im 11. Jahrhundert wuchs die Bevölkerung deutlich: Arbeiteten die Bauern bis dahin mit primitiven landwirtschaftlichen Methoden, die eine ertragreiche Bewirtschaftung des Bodens nicht zuließen, änderte sich diese Situation mit der Einführung des eisernen Räderpflugs, der Dreifelderwirtschaft sowie der Wassermühle im Hochmittelalter und führte zu ertragreicheren Ernten, welche die Ernährungslage verbesserten. Damit wurde der lippische Raum auch für die herrschende Klasse interessant. Die neuen Machthaber waren die Edelherren zur Lippe und die Grafen von Schwalenberg und Sternberg. Es wird vermutet, dass beide gemeinsam die Burg Blomberg errichteten, die zunächst nur als Festung diente.
Zwischen 1231 und 1255 erfolgte die Stadtgründung durch Bernhard III. Die Belege darüber gingen im Verlauf der Soester Fehde verloren, so dass es kein genaues Datum gibt. Allerdings existiert eine Urkunde aus dem Jahr 1283, aus der hervorgeht, dass zu dieser Zeit die Stadtrechte „schon lange“ bestanden. Blomberg war für die lippischen Landesherren offenbar von besonderer Bedeutung, weil die Stadt an der Kreuzung von drei wichtigen mittelalterlichen Handelsstraßen lag. Diese Fernwege waren die Kölnische Straße, die über Soest, Horn und Blomberg nach Hameln führte, ferner die Frankfurter Straße, die über Kassel, Warburg, Steinheim, Blomberg und Rinteln nach Bremen führte, und schließlich die Straße von Osnabrück über Herford, Lemgo, Blomberg, Höxter und weiter nach Thüringen. In den ausgedehnten Wäldern bedrohten zudem Räuberbanden den damaligen Verkehr und die Straßen im Blomberger Gebiet wurden von sechs Wachtürmen gesichert.
Die Stadt war nach dem traditionellen Dreistraßensystem errichtet worden, bei dem drei parallel verlaufende Längsstraßen an den Enden vor einem Stadttor zusammentreffen. Das Gebiet der rund 11,3 Hektar großen Stadt war für 1600 Einwohner geplant und dehnte sich erst nach 1860, also annähernd 600 Jahre später, über ihre Grenze nach Osten hin aus. Simon I. (1275–1344) wählte Blomberg als Wohnsitz und ließ die Burg als Residenz ausbauen. Er und seine Nachfolger wechselten häufig zwischen ihren Wohnsitzen Blomberg und Brake. Stadt und Burg waren ringsum befestigt, die Burg wurde zusätzlich durch Wall und Graben gesichert. Nach Westen und Süden hin boten steile Hänge einen natürlichen Schutz, während die Stadt nach Osten und Norden hin von Mauern, Gräben, Wällen und sogar Dornenhecken umgeben war. Zusätzlich gab es sechs Verteidigungstürme sowie vor den Toren Zwinger und Landwehren. Von der Stadtbefestigung sind heute noch das Niedere Tor und Teile der Stadtmauer erhalten.
In Blomberg bestand eine gewisse Teilung in Ober- und Unterstadt, oben lebten zumeist die Handwerker und unten die Ackersleute. Ober- und Unterstadt hatten getrennte Huden und selbst die städtischen Wirtshäuser waren in genauer Zahl auf Ober- und Unterstadt verteilt. Kinder aus der Oberstadt wurden vom Kantor und die aus der Unterstadt vom Küster unterrichtet. Blombergs Wirtschaft wurde wie überall in den Städten durch die Zunftordnung bestimmt. Fast alle Handwerksbetriebe im Blomberger Becken konzentrierten sich in der Stadt, lediglich Müller, Schmiede, Radmacher, Flickschuster und Flickenschneider konnten sich auch auf dem Land niederlassen.

### Zerstörung, Wiederaufbau und Reformation

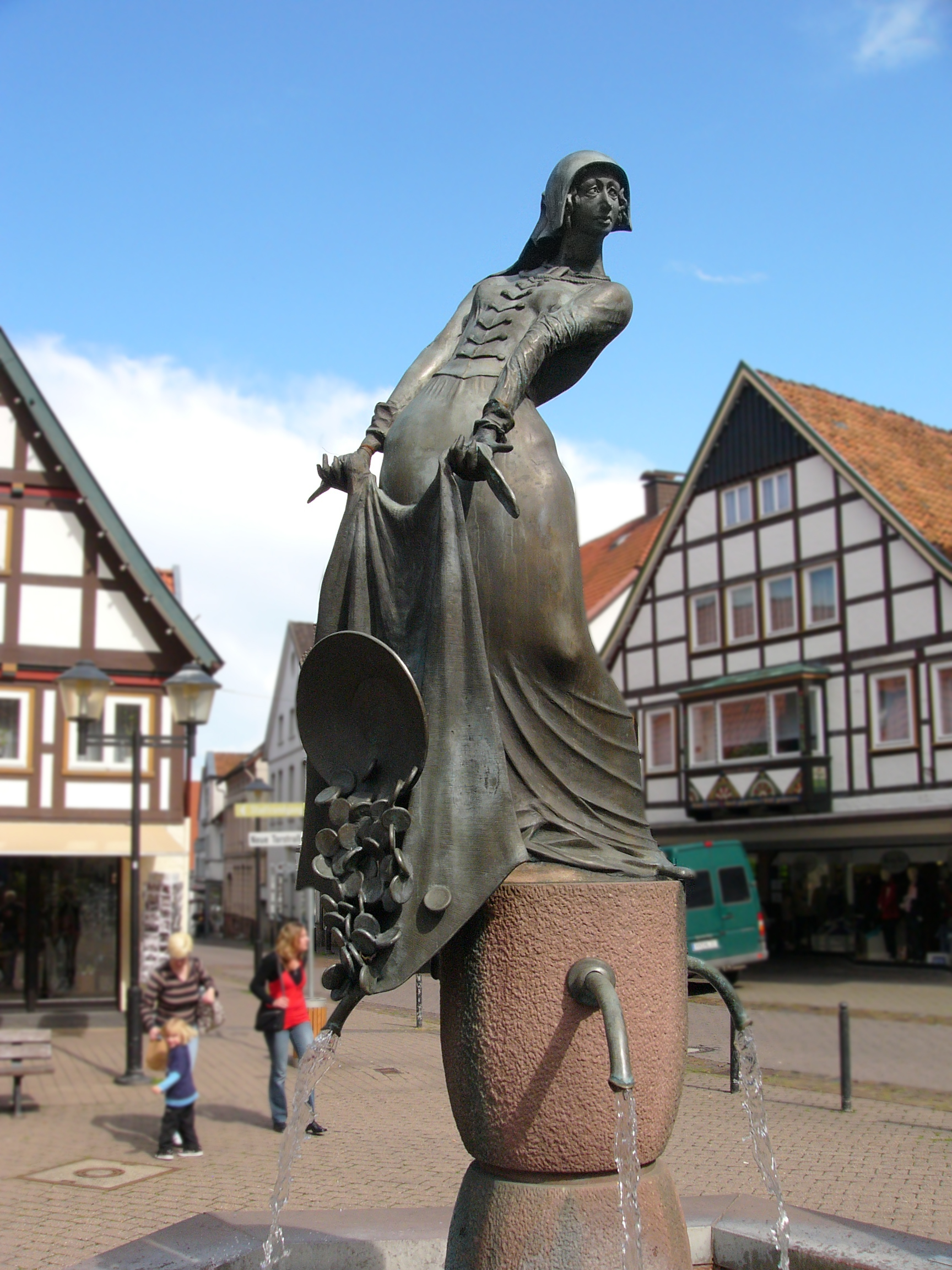
Der Alheyd-Brunnen auf dem Blomberger Marktplatz

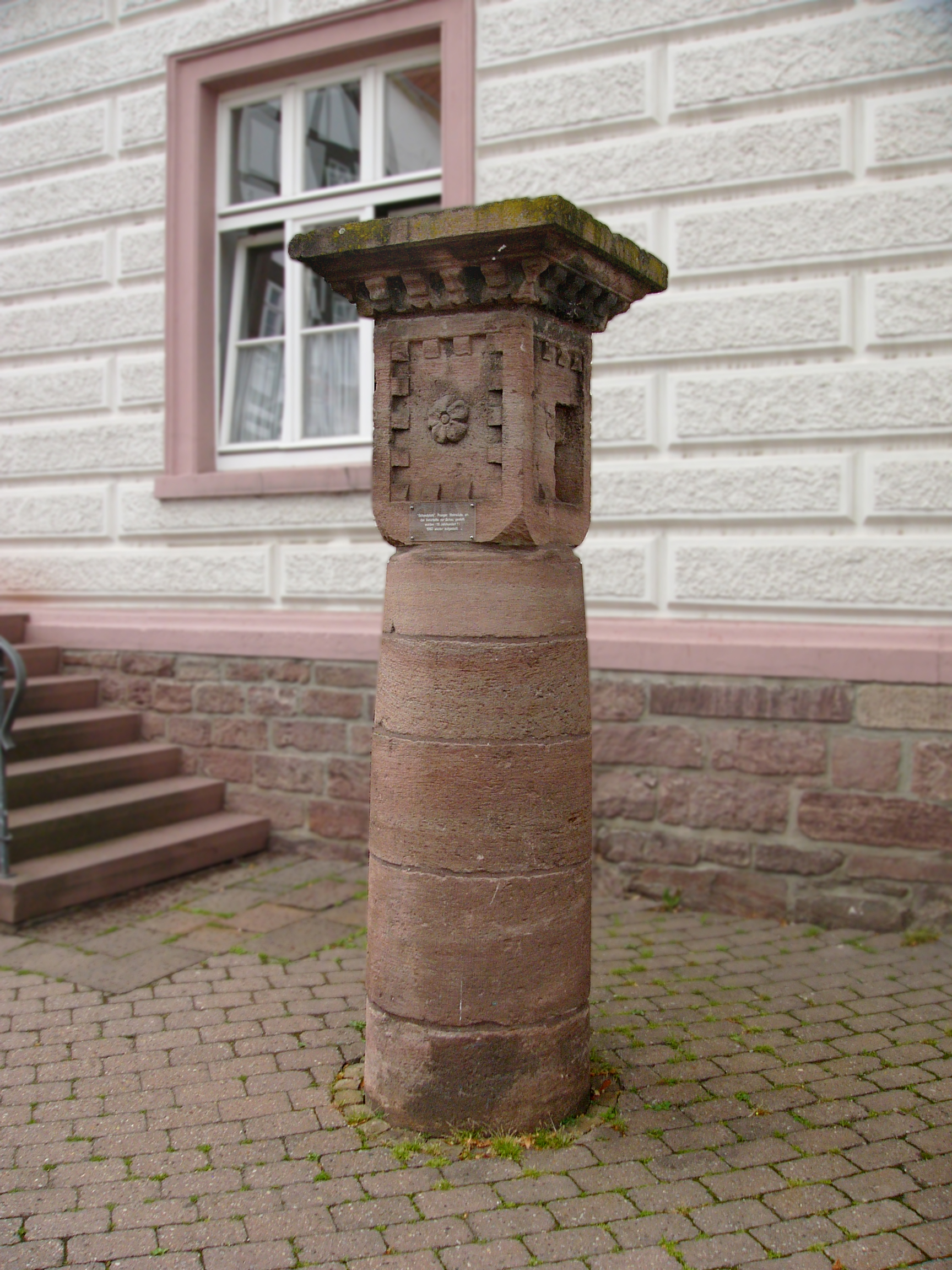
Schandpfahl vor dem Rathaus

Die Befestigungen schützten Blomberg jedoch nicht vor der völligen Zerstörung im Verlauf der Soester Fehde. Im Jahr 1447 belagerte der Erzbischof von Köln die Stadt und ließ sie am 14. Juni von seinen Söldnern fast vollständig niederbrennen.
Die Stadt wurde ab 1468 mit Unterstützung von Bernhard VII. wieder aufgebaut. In diese Zeit fiel ein folgenreiches Ereignis. Eine Frau namens Alheyd Pustekoke stahl aus der Martinikirche 45 geweihte Hostien. Aus Furcht vor Entdeckung warf sie diese in den Brunnen im Seligen Winkel. Doch die Hostien versanken nicht, Alheyd wurde des Diebstahls überführt und zur Strafe auf dem Scheiterhaufen verbrannt. Bald darauf verbreitete sich die Nachricht, der Brunnen habe wundersame Heilkräfte und Blomberg entwickelte sich zum Wallfahrtsort. Die Nachricht davon erreichte sogar den Vatikan, so dass die Kardinäle in Rom den Bau einer Kapelle über dem Brunnen förderten. 1468 bekamen die Augustiner-Chorherren im Kloster Möllenbeck diese Kirche geschenkt und erhielten gleichzeitig die Genehmigung zum Bau eines Klosters. Die Kirche wurde 1473 zu einer spätgotischen Hallenkirche ausgebaut und ist heute die evangelisch-reformierte Stadtpfarrkirche. Das Spendenaufkommen war so beträchtlich, dass eine Klosterkirche erbaut werden konnte, die fast 200 Jahre lang als Begräbnisstätte der lippischen Edelherrn und Grafen diente.
Es ist historisch nicht geklärt, ob der Prozess gegen Alheyd Pustekoke als „Hexenprozess“ einzuschätzen ist.
Auf insgesamt fünf Landtagen in Cappel beschlossen Städte und Ritterschaft 1538 die Einführung einer evangelischen Kirchenordnung für Lippe und Blomberg trat zum evangelisch-lutherischen Glauben über. Der Brunnen verlor seine überörtliche Bedeutung und geriet in Vergessenheit. Im Jahr 1605 erfolgte die zweite Reformation: Landesherr Graf Simon VI. ordnete an, in allen Städten und Gemeinden in der Grafschaft Lippe das evangelisch-reformierte Bekenntnis nach Johannes Calvin einzuführen. Nur Lemgo konnte sich erfolgreich widersetzen, während sich Blomberg widerwillig fügte.

### Dreißigjähriger Krieg und wirtschaftliche Entwicklung
Während des Dreißigjährigen Krieges (1618–1648) wurde Blomberg erneut stark zerstört, als im August 1636 feindliche Truppen die Stadt plünderten. Im Verlauf des Krieges wurden die Blomberger Bürger von einer verheerenden Pestepidemie heimgesucht und die Bevölkerungszahl sank innerhalb kurzer Zeit von 1640 auf 675 Menschen. Die Stadt erholte sich nur langsam von den Schrecken des Krieges und die ehemalige Bevölkerungszahl wurde erst im Jahr 1834 wieder erreicht.
1589 wurden in einem Hexenprozess drei Frauen aus Donop und Kleinenmarpe in Blomberg angeklagt und hingerichtet. In Wellentrup gerieten von 1589 bis 1674 drei Männer und zwei Frauen in Hexenprozesse. Der Rat der Stadt Blomberg rehabilitierte am 10. März 2015 die Opfer der Hexenprozesse sozialethisch-moralisch.
Einige Kaufleute ließen sich in Blombergs Hauptstraßen, dem Langen und dem Kurzen Steinweg, nieder, deren stattliche Dielenhäuser aus dem 16. und 17. Jahrhundert teilweise noch heute erhalten sind. Nach der lippischen Volkszählung von 1776 gab es in Blomberg eine vielfältige handwerklich-gewerbliche Struktur. Dazu gehörten 84 Schuhmacher, 30 Zeugmacher, 30 Acker- und Fuhrleute, 15 Tischler, 13 Bäcker, 10 Schreiber, 8 Leineweber, 7 Schlosser, 6 Schmiede, 3 Gastwirte, 3 Hutmacher, 3 Glaser, 3 Metzger, 3 Bader und Chirurgen, 3 Händler, 3 Maurer, 2 Apotheker, 2 Radmacher und 2 Zimmerleute.
Im 18. Jahrhundert entwickelte sich das Schusterhandwerk. Noch heute bildet die Schusterlaterne das Symbol der Blomberger Handwerkskunst. Zeitweilig arbeiteten über 100 Schuhmacher in der Stadt und schickten ihre Produkte bis nach Kassel, Osnabrück, Hannover und Braunschweig.

### Industrialisierung

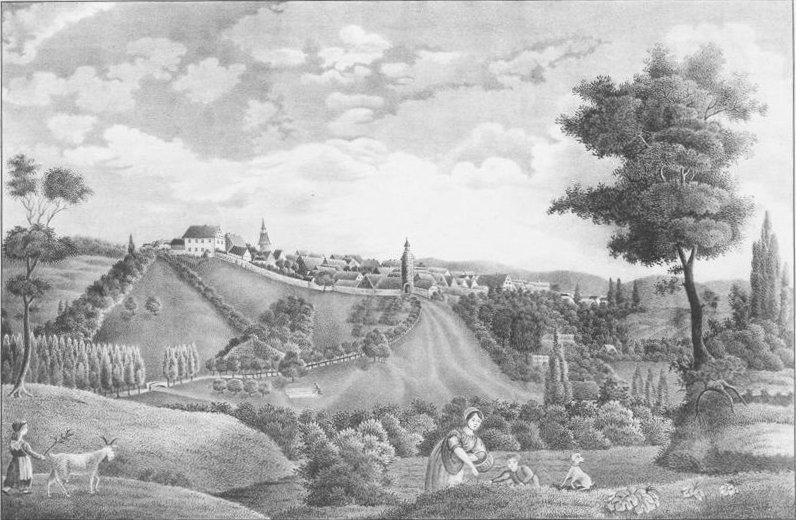
Blomberg um 1868

Mit Beginn des 19. Jahrhunderts entwickelte sich die Holzindustrie zum wirtschaftlichen Schwerpunkt. Im Jahr 1805 wurden bereits 5000 Stühle hergestellt und auf auswärtigen Märkten verkauft. 1880 wurde die Stuhlfabrik Krone gegründet und 1893 errichtete Bernd Hausmann das erste Sperrholzwerk in Deutschland. Zu Beginn des 19. Jahrhunderts begannen Friedrich Vöchting und Carl Gronemann mit ihrer Nelkenzucht auf dem ehemaligen Meiereigelände. Schließlich gab es über 1500 Nelkensorten, die bis zum Ersten Weltkrieg weltweit exportiert wurden. Damit erhielt Blomberg den Beinamen Nelkenstadt.
In den Jahren 1835 bis 1895 wuchs Blombergs Bevölkerung von 2141 auf 3084 Personen. Besonders im letzten Jahrzehnt des 19. Jahrhunderts kam es zu einem wirtschaftlichen Aufschwung durch den Anschluss Blombergs an das Eisenbahnnetz. 1897 wurde eine Stichbahn eröffnet, mit der die Stadt Anschluss an die Bahnstrecke Altenbeken – Hannover fand. Trotz der ersten Ansätze einer industriellen Entwicklung blieb die Landwirtschaft ein wesentlicher wirtschaftlicher Faktor, häufig allerdings als Nebenerwerbsquelle. Noch Mitte der 1920er Jahre bewirtschafteten 700 von den 1000 ansässigen Haushalten eine Acker- oder Gartenfläche bis zu zwei Hektar.

### Erster Weltkrieg und Weimarer Republik
Im Ersten Weltkrieg (1914–1918) wurden 180 Blomberger, die als Soldaten dienten, getötet oder gelten seitdem als vermisst. Nach dem Kriegsende dankte Kaiser Wilhelm II. ab und Philipp Scheidemann rief am 9. November 1918 die Republik aus. Einen Tag später konstituierte sich in Detmold der Lippische Volks- und Soldatenrat und bildete die neue lippische Regierung. Nur zwei Tage danach kam es in Blomberg zur Gründung des Volksrats der Stadt Blomberg, der sich aus Arbeitern und Soldaten zusammensetzte. Versammlungen auf der Straße wurden verboten, Kinder durften sich bei Einbruch der Dunkelheit und Jugendliche nach 21 Uhr nicht mehr im Freien aufhalten. Nach dieser Verkündigung wurde die rote Fahne der Revolution am Rathaus gehisst. Nach neueren historischen Forschungen gehörten die Arbeiter- und Soldatenräte mehrheitlich nicht der äußersten Linken an, sondern der MSPD und den gemäßigten Mitgliedern der USPD. Auf dem Berliner Reichsrätekongress Ende 1918 entschied sich eine deutliche Mehrheit der Delegierten gegen eine Räterepublik und für frühestmögliche Wahlen zur Nationalversammlung, nach denen die SPD die erste Regierung der Weimarer Republik bilden konnte. In Lippe dankte Fürst Leopold IV. zur Lippe-Biesterfeld ab und aus dem Fürstentum Lippe wurde ein Freistaat im Verbande des Deutschen Reiches.
Im März 1920 kam es als Reaktion auf den Kapp-Putsch zu einem Generalstreik, an dem sich 650 Blomberger Arbeiter aus 25 Betrieben beteiligten. Wie im gesamten Reich kam es auch in Lippe in den letzten Jahren der Weimarer Republik zu tätlichen Auseinandersetzungen zwischen Anhängern der KPD und NSDAP, die teilweise in Saalschlachten und Schießereien ausarteten.

### Nationalsozialismus und Zweiter Weltkrieg

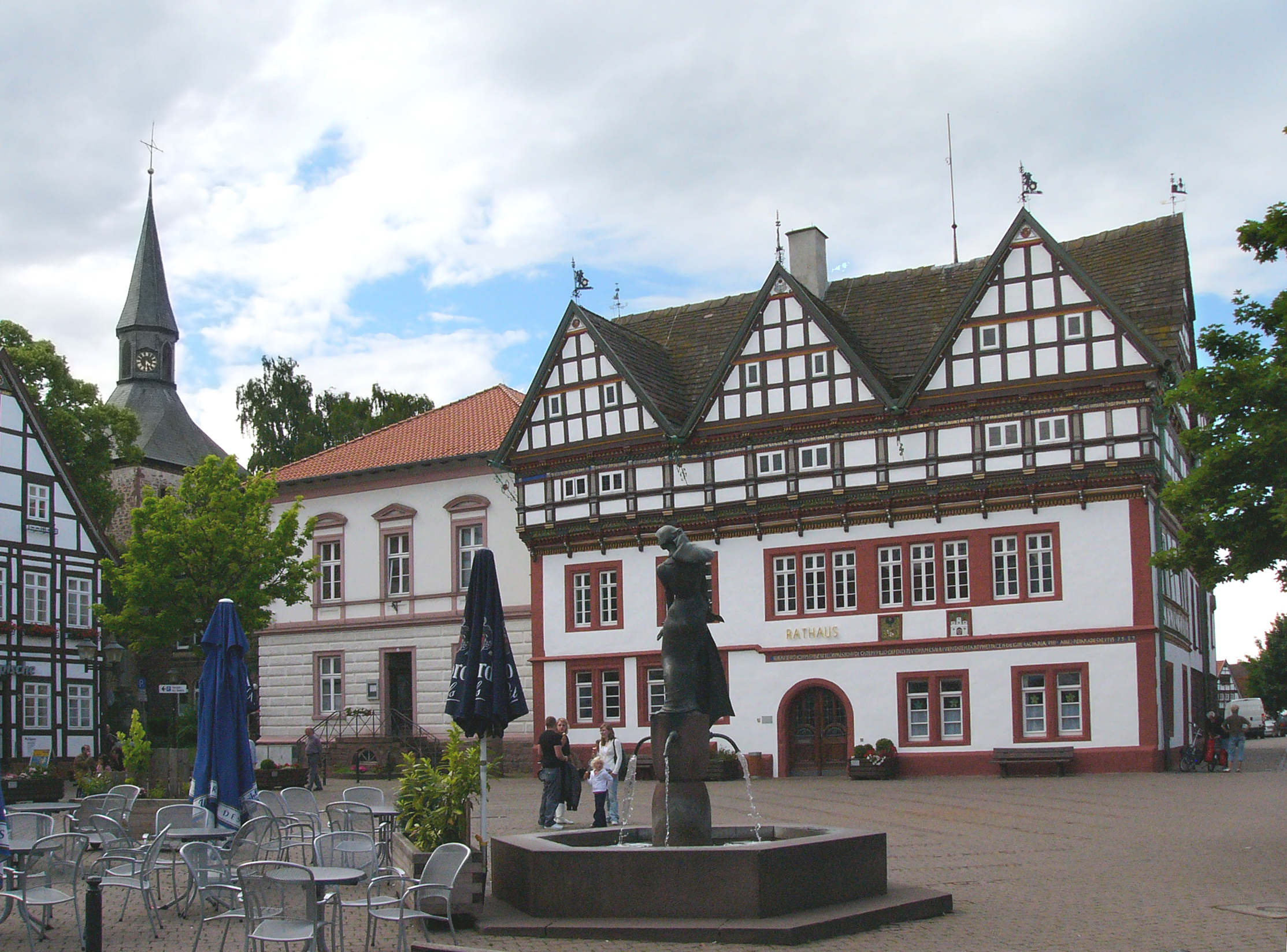
Rathaus und Marktplatz

Am 15. Januar 1933 fanden in Lippe Landtagswahlen statt. Bei der Reichstagswahl im November 1932 hatte die NSDAP einen Rückgang ihres Stimmenanteils von 41,13 % auf 34,72 % hinnehmen müssen. Deshalb versuchten die Nazis, die Landtagswahl in Lippe unter allen Umständen zu gewinnen. Die gesamte Führung der NSDAP wurde in den Wahlkampf einbezogen und in der Endphase des Wahlkampfs sprach allein Hitler sechzehn Mal innerhalb von zehn Tagen in Lippe. Am 13. Januar sprachen Hitler und Frick in Blomberg vor 5000 Menschen. Bei der Wahl konnte sich die NSDAP um fast 10 % steigern und erreichte 43,4 % der Stimmen, während die SPD nur 26,6 % und die KPD 15,9 % der Stimmen bekamen. Die NSDAP erklärte den Wahlsieg in Lippe zum Durchbruch Hitlers auf dessen Weg ins Reichskanzleramt, tatsächlich fiel die Entscheidung jedoch in Berlin, als Reichspräsident Hindenburg dem Drängen der Konservativen nachgab und Hitler zum Reichskanzler ernannte. Danach bauten die Nazis ihre Macht unverzüglich aus und setzten elementare Grundrechte außer Kraft. Im Rahmen der sogenannten Gleichschaltung wurden die anderen politischen Parteien, Gewerkschaften und viele Vereine verboten und die meisten Führungspositionen in Politik, Verwaltung und im gesamten öffentlichen Leben von der NSDAP besetzt. Wer sich nicht in diese „Volksgemeinschaft“ einfügte, wurde verfolgt und eingesperrt.
Am 6. März 1933 wurden die ersten Funktionäre und Angehörige der KPD in Blomberg in sogenannte Schutzhaft genommen. Danach erfolgten 14 Hausdurchsuchungen bei Mitgliedern der SPD. Die wachsenden Repressalien durch die SA und Polizei führten in der SPD vielerorts zu Austritten. Am 1. April 1933 löste sich der Blomberger SPD-Ortsverein auf. Ein Opfer der Nazis wurde der Polsterer Wilhelm Friedrichs, der eine Anzahl regimekritischer Briefe an Blomberger und Detmolder NS-Funktionäre schrieb. Er wurde verhaftet und in ein Gefängnis nach Hannover gebracht, wo er sich einen Tag vor der Gerichtsverhandlung erhängte. Von jüdischen Bürgern Blombergs ist bekannt, dass die Familie Königsheim unter dem Druck der Nazis nach Argentinien auswanderte. Die letzte jüdische Bewohnerin Blombergs war die 70-jährige Emma Lippert, geb. Examus, die ins KZ Theresienstadt und weiter nach Minsk deportiert wurde, wo sie ermordet wurde. Seitdem gibt es keine jüdische Gemeinde in Blomberg. Die schlichte Fachwerk-Synagoge aus dem Jahr 1808 wird heute als Stadtarchiv genutzt.
Das Stadtbild Blombergs hat den Zweiten Weltkrieg weitgehend unbeschadet überstanden. Anfang April 1945 überquerten US-amerikanische Truppen den Teutoburger Wald und erreichten Detmold. Weiter östlich im Gebiet rechts der Reichsstraße 1 operierte die 83. US-Infanterie-Division und stieß über Blomberg nach Nordosten vor. US-Soldaten räumten die Panzersperren an der Molkerei beiseite und trafen auf keinen nennenswerten Widerstand, da die SS-Einheiten die Stadt zuvor verlassen hatten. Blomberg wurde am 5. April 1945 vom Bürgermeister übergeben und von den Amerikanern kampflos besetzt, während ihre Panzer weiter nach Hagen und Lügde fuhren. Im Zweiten Weltkrieg wurden 205 Blomberger getötet, 105 gelten als vermisst.

### Nachkriegszeit und Gegenwart
Von 1945 bis 1952 musste Blomberg insgesamt 1500 Displaced Persons aus den Baltischen Staaten aufnehmen. 1957 errichtete die Firma Phoenix Contact ihren Stammsitz in Blomberg. Im Auftrag der NATO war von 1962 bis 1996 eine niederländische Einheit von 1600 Soldaten mit ihren Familienangehörigen im sogenannten Nederlandspark im Süden des Blomberger Industriegebiets stationiert. Sie bildeten einen nicht unerheblichen wirtschaftlichen Faktor für die Stadt. Im Jahr 1970 erfolgte durch das Bielefeld-Gesetz die kommunale Neugliederung, in deren Verlauf der Kernstadt Blomberg insgesamt 17 zuvor selbstständige Gemeinden als Stadtteile zugeordnet wurden. Die Einwohnerzahl wurde nahezu verdoppelt und wuchs von 7761 auf 15.299 Menschen. Die Kernstadt bildet das Verwaltungszentrum nicht nur für Blomberg, sondern versorgt als Mittelzentrum darüber hinaus ein Gebiet mit bis zu 60.000 Einwohnern. Im Jahr 1973 begann die Planung für eine umfassende Sanierung des historischen Stadtkerns. Offizieller Abschluss der Arbeiten war 1989 die Enthüllung des Alheyd-Brunnens auf dem Marktplatz.
Am 7. März 2005 trafen sich der französische Staatspräsident Jacques Chirac und Bundeskanzler Schröder im Burghotel Blomberg. 2008 feierte Blomberg das 725-jährige Jubiläum seiner Stadtgründung mit vielen Aktivitäten und Veranstaltungen sowie einem Stadtfest vom 15. bis zum 17. August.

### Religionen

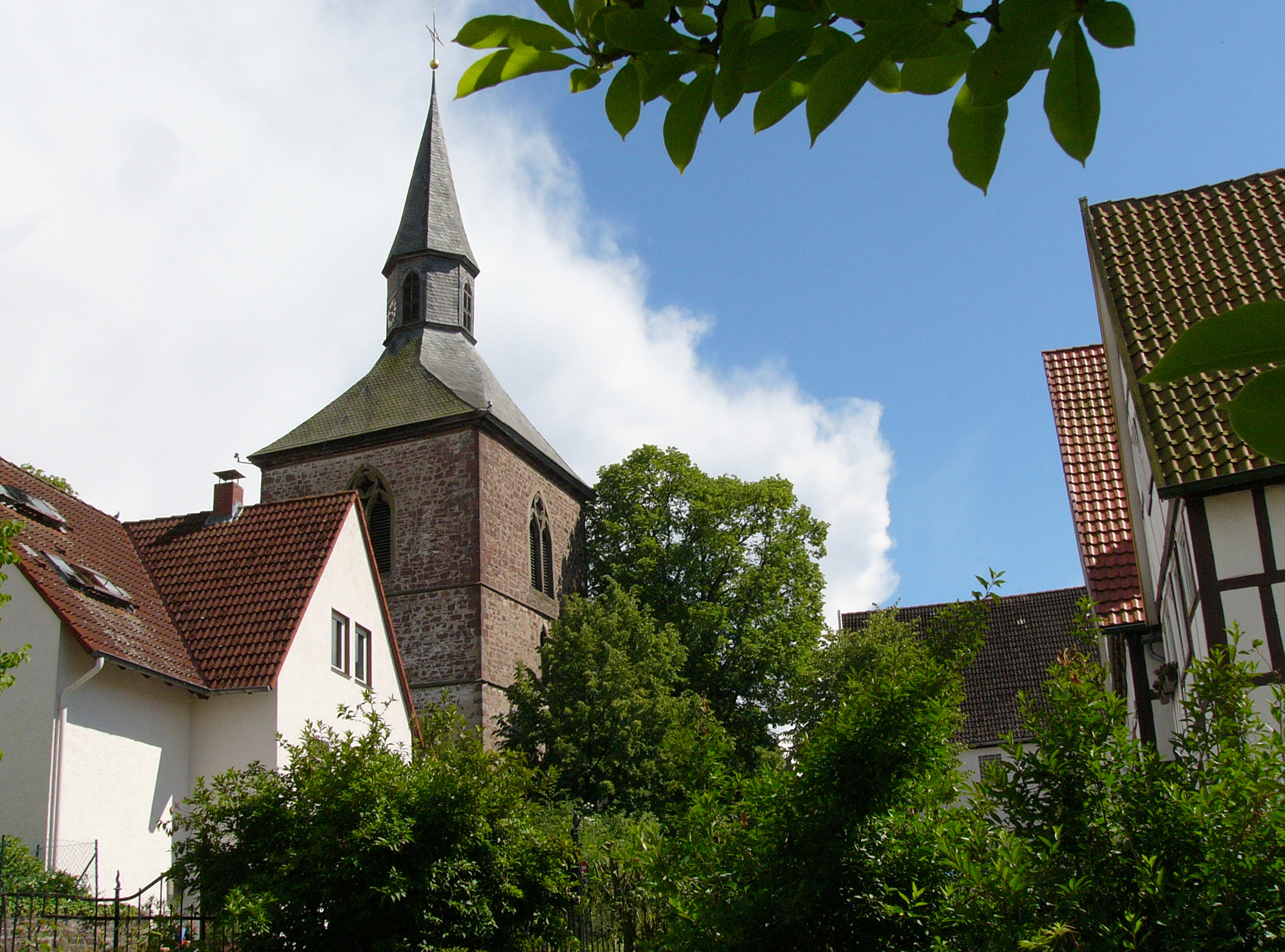
Der Glockenturm der ehemaligen Martinikirche

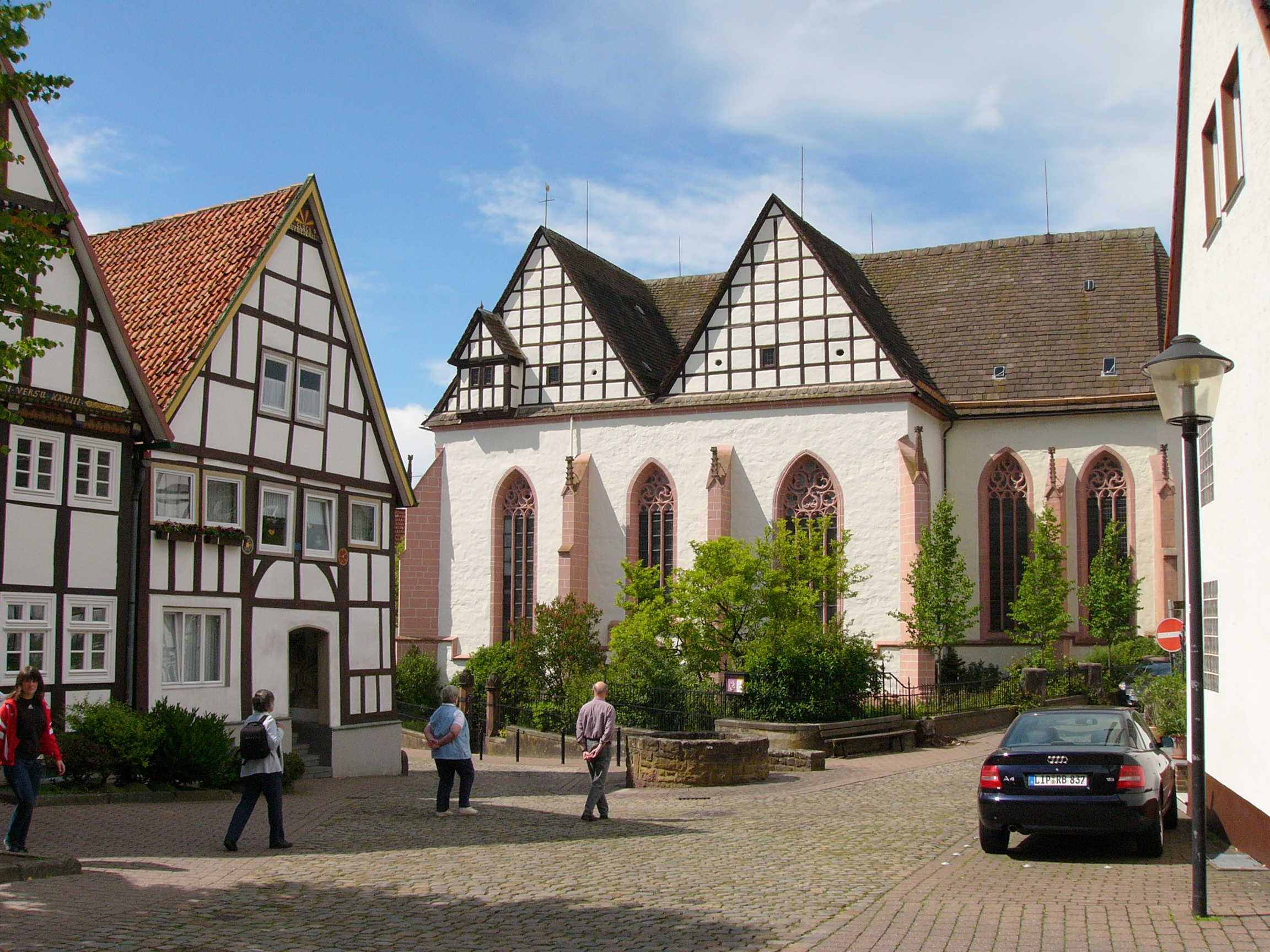
Die reformierte Klosterkirche im Seligen Winkel

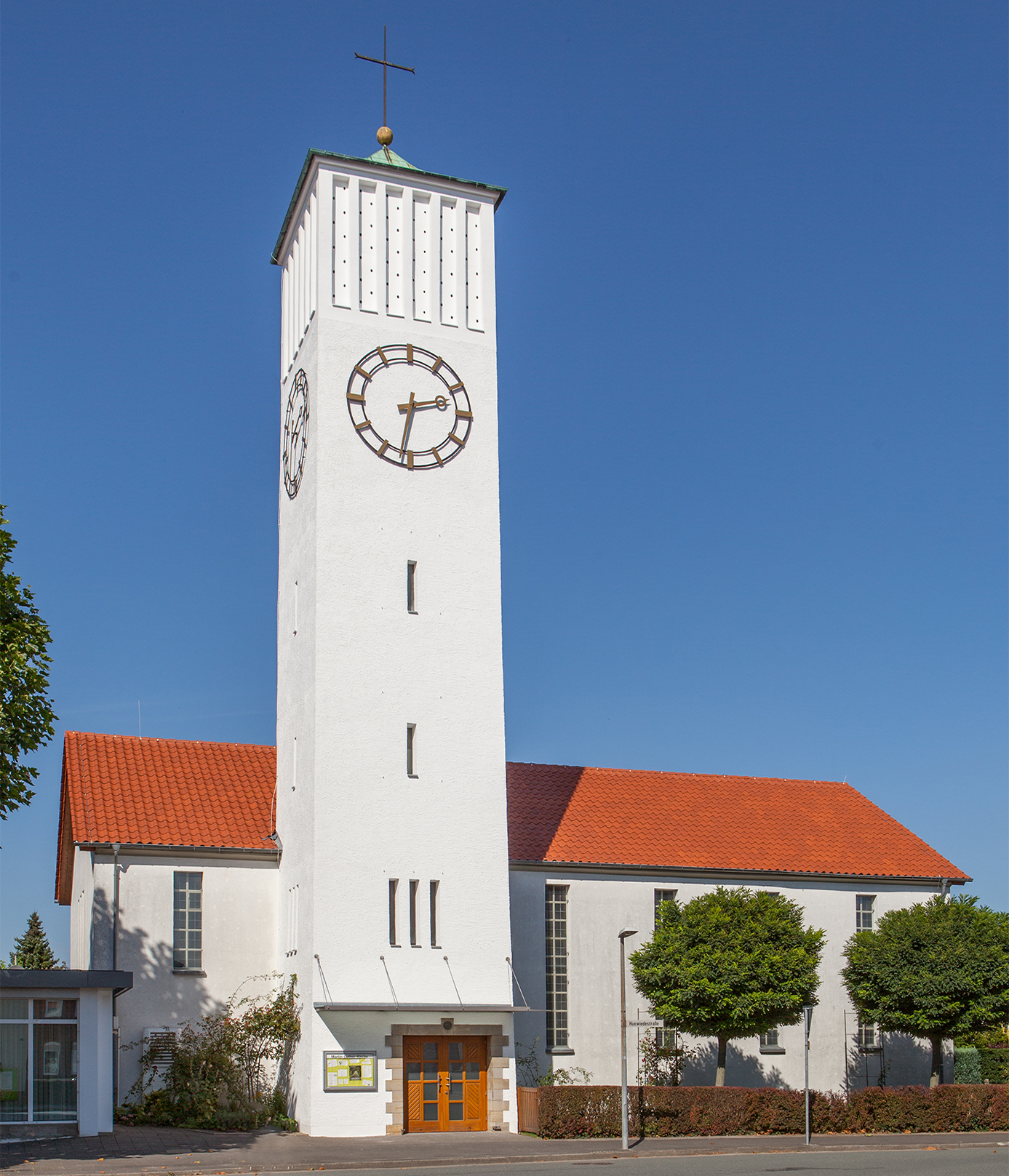
Die evangelisch-lutherische Martin-Luther-Kirche

#### Konfessionsstatistik
Gemäß dem Zensus 2011 waren 57,3 % der Einwohner evangelisch, 10,0 % römisch-katholisch und 32,7 % waren konfessionslos, gehörten einer anderen Religionsgemeinschaft an oder machten keine Angabe. Am 31. Dezember 2019 wohnten in Blomberg insgesamt 16.097 Personen, davon evangelisch 49,75 %, katholisch 9,35 % und keiner dieser Kirchen angehörig 40,9 %. Die evangelischen Einwohner sind überwiegend evangelisch-reformiert.

#### Geschichte
1538 wurde in Lippe die Einführung der Reformation beschlossen und Blomberg trat zum evangelisch-lutherischen Glauben über. Im Jahr 1605 ordnete der Landesherr Graf Simon VI. jedoch an, dass alle Städte und Gemeinden in der Grafschaft Lippe das evangelisch-reformierte Bekenntnis nach Johannes Calvin einführen sollten und Blomberg fügte sich widerwillig.
Nach der Reformation fiel das gesamte Vermögen des alten Klosters an die Landesregierung. Die ehemalige katholische Martinikirche wurde 1833 wegen Baufälligkeit abgerissen, lediglich der Turm blieb erhalten. Er dient heute der in der benachbarten Klosterkirche beheimateten evangelisch-reformierten Gemeinde als Glockenturm. Weitere evangelisch-reformierte Kirchengemeinden bestehen um die Dorfkirchen in Donop, Cappel, Istrup und Reelkirchen. Evangelisch-lutherische Kirchen gibt es mit der Martin-Luther-Kirche in Blomberg-Stadtmitte und der neuen Kirche in der Paulsenstraße. Die evangelischen Kirchen in Blomberg sind Mitglieder der Lippischen Landeskirche, in der insgesamt 61 reformierte und 22 lutherische Gemeinden in Lippe vereinigt sind.
Mit der Reformation verschwand bis ins 19. Jahrhundert hinein jegliches katholische Leben aus der Stadt. Erst 1936 wurde eine kleine katholische Kirche gebaut. Als die Gemeinde größer wurde und das Gotteshaus für die wachsende Zahl der Besucher zu klein, wurde am 1. April 1966 der Grundstein für eine neue, größere Kirche gelegt, die am 4. März 1967 durch den Weihbischof Paul Nordhues von Paderborn geweiht wurde. Die Katholische Kirchengemeinde St. Martin mit dem zugehörigen Vikarieamt befindet sich am Rand der Blomberger Kernstadt in der Nähe des städtischen Friedhofes. Gemeinsam mit drei Gemeinden gehört sie zum Pastoralverbund Lippe-Süd im Dekanat Bielefeld-Lippe des Erzbistums Paderborn.
Weitere christliche Gemeinden sind die Evangelisch-freikirchlichen Gemeinden, die Evangeliums-Christen, die Freie Evangelische Gemeinde, die Selbständige Evangelisch-Lutherische Kirche, die Neuapostolische Kirche und die Baptisten.
Eine jüdische Gemeinde gibt es in Blomberg seit dem Holocaust nicht mehr. Die frühere Synagoge aus dem Jahr 1808 wird heute nach einem Umbau als Stadtarchiv genutzt und steht wie der ehemalige Jüdische Friedhof Blomberg unter Denkmalschutz.
Ein Indiz für die heutige Verteilung der Religionen kann die konfessionelle Zugehörigkeit der Schüler in Blomberg sein. Demnach gaben im Schuljahr 2006/2007 63,2 % der Schüler evangelisch, 12,7 % katholisch und 5,3 % islamisch als Religionszugehörigkeit an. 8,0 % gaben eine andere Religionszugehörigkeit und 10,7 % keine Konfession an.

### Eingemeindungen
Im Rahmen der nordrhein-westfälischen Gebietsreform wurden am 1. Januar 1970 die Stadt Blomberg sowie die 18 Gemeinden Altendonop, Borkhausen, Brüntrup, Cappel, Dalborn, Donop, Eschenbruch, Großenmarpe, Herrentrup, Höntrup, Istrup, Kleinenmarpe, Maspe, Mossenberg-Wöhren, Reelkirchen, Siebenhöfen, Tintrup und Wellentrup zur neuen Stadt Blomberg zusammengeschlossen. Die eingemeindeten früheren Dörfer tragen die Bezeichnung Ortschaft. Die Kernstadt wurde in zwei Ortschaftsbezirke unterteilt, nämlich Blomberg-Nord und Blomberg-Süd. Die einzelnen Ortschaften bzw. Ortschaftsbezirke haben eine Ortsvorsteherin oder einen Ortsvorsteher. Die Ortschaften Maspe, Borkhausen und Siebenhöfen werden von einem gemeinsamen Ortsvorsteher vertreten.
Von 1932 bis 1972 gehörte Blomberg zum Kreis Detmold, danach zum Kreis Lippe. Am 1. Januar 1973 bestimmte das Bielefeld-Gesetz die Bildung des neuen Kreises Lippe aus den bisherigen Kreisen Lemgo und Detmold. Die Kreisverwaltung hat ihren Sitz in Detmold.

Bevölkerungsentwicklung in Blomberg seit 1818 (obere Linie: heutiger Gebietsstand,
untere Linie: jeweiliger Gebietsstand)

### Einwohnerentwicklung
Die folgende Übersicht zeigt die Einwohnerzahlen der Stadt Blomberg nach dem jeweiligen Gebietsstand, bei einigen Zahlen zusätzlich nach heutigem Gebietsstand. Bei den Zahlen handelt es sich von 1818 bis 1970 und für 1987 um Volkszählungsergebnisse und ab 1975 um amtliche Fortschreibungen des Landesbetriebs Information und Technik. Die Zahlen von 1975 bis 1985 sind geschätzte Werte, die Zahlen ab 1990 Fortschreibungen auf Basis der Ergebnisse der Volkszählung von 1987, ab 2012 Fortschreibungen auf Basis des Zensus 2011. Die Angaben beziehen sich ab 1871 sowie für 1946 auf die Ortsanwesende Bevölkerung, ab 1925 auf die Wohnbevölkerung und ab 1985 auf die Bevölkerung am Ort der Hauptwohnung. Vor 1871 wurden die Einwohnerzahlen nach uneinheitlichen Erhebungsverfahren ermittelt.
| Jahr | Einwohner |
| ---- | --------- |
| 1818 | 1.986     |
| 1828 | 1.888     |
| 1835 | 2.147     |
| 1841 | 2.106     |
| 1843 | 2.115     |
| 1851 | 2.211     |
| 1858 | 2.146     |
| 1867 | 2.278     |
| 1871 | 2.222     |
| 1885 | 2.707     |

| Jahr | Einwohner |
| ---- | --------- |
| 1895 | 3.198     |
| 1905 | 3.754     |
| 1925 | 3.995     |
| 1933 | 4.723     |
| 1939 | 5.100     |
| 1946 | 6.491     |
| 1950 | 6.935     |
| 1961 | 6.999     |
| 1969 | 6.991     |

Blomberg nach dem heutigen Gebietsstand
| Jahr | Einwohner |
| ---- | --------- |
| 1939 | 10.503    |
| 1950 | 15.920    |
| 1961 | 13.979    |
| 1969 | 14.525    |
| 1970 | 14.663    |
| 1974 | 14.654    |
| 1975 | 14.502    |
| 1980 | 14.777    |
| 1985 | 14.950    |
| 1987 | 14.327    |

| Jahr | Einwohner |
| ---- | --------- |
| 1990 | 15.158    |
| 1995 | 16.786    |
| 2000 | 17.622    |
| 2005 | 17.043    |
| 2008 | 16.497    |
| 2010 | 16.171    |
| 2011 | 15.972    |
| 2015 | 15.816    |
| 2022 | 15.407    |

Nach einer Statistik vom 31. Dezember 2015 waren 50,0 % der Einwohner Blombergs männlich und 50,0 % weiblich. Von ihnen lebten 51,6 % in der Blomberger Kernstadt und 48,4 % in den Ortschaften.
89,7 % waren deutsche Staatsbürger, 10,3 % hatten eine ausländische Staatsangehörigkeit.
| Bevölkerungsentwicklung der Stadt Blomberg von 1977 bis 2010 (jeweils 31. Dezember) | Bevölkerungsentwicklung der Stadt Blomberg von 1977 bis 2010 (jeweils 31. Dezember) | Bevölkerungsentwicklung der Stadt Blomberg von 1977 bis 2010 (jeweils 31. Dezember) | Bevölkerungsentwicklung der Stadt Blomberg von 1977 bis 2010 (jeweils 31. Dezember) | Bevölkerungsentwicklung der Stadt Blomberg von 1977 bis 2010 (jeweils 31. Dezember) | Bevölkerungsentwicklung der Stadt Blomberg von 1977 bis 2010 (jeweils 31. Dezember) | Bevölkerungsentwicklung der Stadt Blomberg von 1977 bis 2010 (jeweils 31. Dezember) | Bevölkerungsentwicklung der Stadt Blomberg von 1977 bis 2010 (jeweils 31. Dezember) | Bevölkerungsentwicklung der Stadt Blomberg von 1977 bis 2010 (jeweils 31. Dezember) |
| Bevölkerungsgruppe                                                                  | 1977                                                                                | 1982                                                                                | 1987                                                                                | 1992                                                                                | 1997                                                                                | 2002                                                                                | 2007                                                                                | 2010                                                                                |
| ----------------------------------------------------------------------------------- | ----------------------------------------------------------------------------------- | ----------------------------------------------------------------------------------- | ----------------------------------------------------------------------------------- | ----------------------------------------------------------------------------------- | ----------------------------------------------------------------------------------- | ----------------------------------------------------------------------------------- | ----------------------------------------------------------------------------------- | ----------------------------------------------------------------------------------- |
| Bevölkerung insgesamt                                                               | 14.525                                                                              | 14.948                                                                              | 14.341                                                                              | 15.831                                                                              | 17.481                                                                              | 17.450                                                                              | 16.805                                                                              | 16.171                                                                              |
| davon weiblich                                                                      | 07.531                                                                              | 07.827                                                                              | 07.414                                                                              | 08.153                                                                              | 08.878                                                                              | 08.796                                                                              | 08.501                                                                              | 08.154                                                                              |
| Nichtdeutsche                                                                       | 01.162                                                                              | 01.464                                                                              | 00.549                                                                              | 01.017                                                                              | 01.279                                                                              | 01.096                                                                              | 00.909                                                                              | 00.854                                                                              |

## Politik

### Stadtrat
Der Rat der Stadt Blomberg hat 32 Mitglieder. Eingeschränkt stimmberechtigter Vorsitzender des Stadtrates ist Bürgermeister Christoph Dolle (SPD). In der letzten Wahlperiode (2014–2020) bildeten die Ratsfraktionen von SPD und Grünen eine Koalition, die im Frühjahr 2018 wegen inhaltlicher Differenzen von den Grünen beendet wurde.
- SPD: 14
- Grüne: 6
- FBvB: 0
- FDP: 2
- CDU: 10

FBvB = Freie Bürger von Blomberg
Die Sitzverteilung nach der Kommunalwahl am 13. September 2020 ist in nebenstehendem Diagramm dargestellt.
Die folgende Tabelle zeigt die Kommunalwahlergebnisse seit 1975:
| [ 38 ] [ 39 ] [ 40 ] | 2020    | 2020    | 2014    | 2014    |
| Partei               | Sitze   | %       | Sitze   | %       |
| -------------------- | ------- | ------- | ------- | ------- |
| SPD                  | 14      | 42,94   | 15      | 48,28   |
| CDU                  | 10      | 31,03   | 11      | 32,71   |
| FDP                  | 02      | 07,13   | 01      | 04,20   |
| Grüne                | 06      | 18,90   | 03      | 09,19   |
| FBvB1                | –       | –       | 02      | 05,62   |
| Gesamt 2             | 32      | 100     | 32      | 100     |
| Wahlbeteiligung      | 58,56 % | 58,56 % | 59,21 % | 59,21 % |

| [ 42 ] [ 43 ] [ 44 ] | 2009    | 2009    | 2004    | 2004    | 1999    | 1999    | 1994    | 1994    | 1989    | 1989    | 1984    | 1984    | 1979    | 1979    | 1975    | 1975    |
| Partei               | Sitze   | %       | Sitze   | %       | Sitze   | %       | Sitze   | %       | Sitze   | %       | Sitze   | %       | Sitze   | %       | Sitze   | %       |
| -------------------- | ------- | ------- | ------- | ------- | ------- | ------- | ------- | ------- | ------- | ------- | ------- | ------- | ------- | ------- | ------- | ------- |
| SPD                  | 17      | 52,96   | 15      | 46,99   | 15      | 46,04   | 15      | 44,89   | 18      | 53,01   | 18      | 52,57   | 18      | 54,47   | 18      | 53,62   |
| CDU                  | 08      | 24,65   | 10      | 29,98   | 11      | 34,27   | 13      | 37,04   | 10      | 30,15   | 10      | 31,58   | 12      | 36,36   | 12      | 36,37   |
| FDP                  | 03      | 07,87   | 02      | 06,80   | 02      | 06,67   | 01      | 05,51   | 02      | 07,52   | 02      | 06,28   | 03      | 09,17   | 03      | 10,00   |
| Grüne                | 02      | 07,26   | 02      | 06,57   | 02      | 05,36   | 04      | 12,56   | 03      | 09,31   | 03      | 09,58   | –       | –       | –       | –       |
| FBvB1                | 02      | 07,26   | 03      | 09,65   | 02      | 07,67   | –       | –       | –       | –       | –       | –       | –       | –       | –       | –       |
| Gesamt 2             | 32      | 100     | 32      | 100     | 32      | 100     | 33      | 100     | 33      | 100     | 33      | 100     | 33      | 100     | 33      | 100     |
| Wahlbeteiligung      | 59,18 % | 59,18 % | 65,24 % | 65,24 % | 64,21 % | 64,21 % | 84,18 % | 84,18 % | 72,71 % | 72,71 % | 75,34 % | 75,34 % | 79,26 % | 79,26 % | 88,15 % | 88,15 % |

1 Freie Bürger von Blomberg

2 ohne Berücksichtigung von Rundungsdifferenzen

### Bürgermeister
Bürgermeister von Blomberg ist seit dem 1. November 2020 Christoph Dolle (SPD). Er wurde in der Stichwahl mit 63,98 Prozent der Stimmen zum Nachfolger von Klaus Geise (SPD) gewählt. Geise wurde erstmals am 26. September 2004 mit 59,8 % der gültigen Stimmen gewählt, am 30. August 2009 mit 85,59 % und am 25. Mai 2014 mit 61,41 % wiedergewählt. Sein Vorgänger war Siegfried Pilgrim (SPD), der am 12. September 1999 52,1 % der gültigen Stimmen erhielt.

### Wahlergebnisse
| Ergebnis der Landtagswahl 2010 | Ergebnis der Landtagswahl 2010 | Ergebnis der Landtagswahl 2010 |
| Partei                         | Blomberg                       | Landesschnitt                  |
| ------------------------------ | ------------------------------ | ------------------------------ |
| CDU                            | 24,3 %                         | 34,6 %                         |
| SPD                            | 50,0 %                         | 34,5 %                         |
| FDP                            | 04,7 %                         | 06,7 %                         |
| GRÜNE                          | 10,0 %                         | 12,1 %                         |
| Sonstige                       | 11,0 %                         | 12,1 %                         |

| Ergebnis der Bundestagswahl 2009 | Ergebnis der Bundestagswahl 2009 | Ergebnis der Bundestagswahl 2009 |
| Partei                           | Blomberg                         | Landesschnitt                    |
| -------------------------------- | -------------------------------- | -------------------------------- |
| CDU                              | 26,3 %                           | 33,1 %                           |
| SPD                              | 44,6 %                           | 28,5 %                           |
| FDP                              | 10,4 %                           | 14,9 %                           |
| GRÜNE                            | 07,5 %                           | 10,1 %                           |
| Sonstige                         | 11,2 %                           | 13,4 %                           |

### Wappen, Flagge und Banner
Der Stadt Blomberg ist mit Urkunde des Regierungspräsidenten in Detmold vom 28. Juni 1971 das Recht zur Führung eines Wappens sowie mit Urkunde des Regierungspräsidenten in Detmold vom 17. Mai 1976 das Recht zur Führung eines Banners und einer Flagge verliehen worden.
| Wappen der der Stadt Blomberg | Blasonierung: „In grün eine silberne (weiße) Burg mit drei Türmen mit roten Kegeldächern und silbernem Fähnchen auf dem mittleren; in der Toröffnung eine rote Rose mit goldenem (gelbem) Butzen.“ |
| Wappen der der Stadt Blomberg | Wappenbegründung: Das Wappenbild geht auf Siegeldarstellungen der Stadt Blomberg zurück, die seit dem 13. Jahrhundert nachzuweisen sind. Aus den unterschiedlichen Siegelbildern des Mittelalters wurde die häufigste Darstellungsform, nämlich die drei Türme mit der lippischen Rose, für das Wappen ausgewählt. Damit wird das Symbol der Stadtarchitektur mit dem Zeichen des ehemaligen Landesherrn, der lippischen Rose, verknüpft. |

|  | 00Hissflagge: „Die Flagge ist rot-grün geteilt mit dem Wappen in der Mitte zum Liek hin verschoben.“ |

|  | 00Banner: „Das Banner ist rot-grün gespalten; im oberen Drittel das Wappen.“ |

### Städtepartnerschaften
Blomberg unterhält partnerschaftliche Verbindungen zur Stadt Papendrecht in den Niederlanden sowie zum Berliner Stadtbezirk Reinickendorf, der Stadt Oschatz in Sachsen und seit 2009 gehört die Stadt Lieusaint in Frankreich ebenfalls zu den Partnerstädten Blombergs.
- Schon seit 1972 bestand die Beziehung zur niederländischen Stadt Papendrecht, begründet durch die Anwesenheit niederländischer Soldaten in Blomberg. Nach diversen Kontaktgesprächen und gegenseitigen Besuchen beschloss der Blomberger Stadtrat, Papendrecht die offizielle Städtepartnerschaft anzubieten und freundschaftliche Beziehungen zwischen Bürgern beider Städte zu fördern. Im Februar 1975 wurde die Partnerschaft von beiden Seiten offiziell besiegelt.
- Die Beziehungen Blombergs zu Berlin gehen auf die Kinderlandverschickungen von Berliner Kaufhäusern nach Blomberg im Jahr 1954 zurück. An dieser Aktion, die auch nach dem Weltkrieg stattfand, war ein Großteil der Blomberger Bevölkerung beteiligt. In einem Neubaugebiet Blombergs wurden später als Zeichen der Verbundenheit ausschließlich Berliner Straßennamen verwendet. Das Bezirksamt Reinickendorf benannte darauf eine seiner Straßen Blomberger Weg. Im Mai 1990 entwickelte sich aus dieser Beziehung eine offizielle Städtepartnerschaft mit dem Stadtbezirk Reinickendorf.
- Im Jahr 1987 entstanden die ersten Kontakte zur sächsischen Stadt Oschatz, damals noch in der DDR gelegen. Nach der Wende wurde auch von Oschatz der Wunsch nach einer offiziellen Verbindung geäußert. Im Juni 1990 wurden im Oschatzer Rathaus entsprechende Urkunden unterzeichnet und ausgetauscht.[50]
- Lieusaint ist die jüngste aller Partnerstädte Blombergs. Die Stadt liegt etwa 35 km südsüdöstlich von Paris. Am 27. Juni 2009 wurde die offizielle Partnerschaft im Rahmen einer Festveranstaltung in Lieusaint begründet. Erste Partnerschaftsanfragen gab es bereits 2001 durch ein Au-pair-Mädchen. Seither besteht zwischen den Städten Blomberg und Lieusaint ein lebendiger Austausch. So findet jedes Jahr ein Schüleraustausch zwischen dem Hermann-Vöchting-Gymnasium in Blomberg und dem Collège Saint Louis in Lieusaint statt. Zudem findet jedes Jahr zumeist an Pfingsten ein Austausch für die Bürger der Stadt und Umgebung statt, der von den deutsch-französischen Komitee der Stadt Blomberg organisiert und durchgeführt wird.[51]

## Kultur und Sehenswürdigkeiten

### Musik
Das Musikangebot in der Kernstadt erstreckt sich über den Fanfarenzug Blomberg, den Musikzug der Freiwilligen Feuerwehr, den Mandolinenverein Edelweiß, das Musikensemble Vielsaitig, das Vocalensemble Blomberg sowie das sechsköpfige A-cappella-Ensemble chapeau. Darüber hinaus gibt es in den einzelnen Ortschaften eine Vielzahl weiterer Angebote. In Wellentrup findet man Blombergs ersten Meisterchor iuvento musica, der im Jahr 2010 diese höchste Laienchor-Prüfung auf Landesebene bestand und dem 2012 die Konzertpräsentationsmedaille in Gold für das Werk „Das grimmige Schneewittchen“ verliehen wurde. In Cappel proben der Männergesangverein Cappel, der Singkreis Cappel, der Lautenkreis Heimatklang Cappel und die Cappeler Lockvögel. In Brüntrup ist die Chorgemeinschaft Brüntrup zuhause, in Donop der Männergesangverein Donop und in Eschenbruch ist der Männergesangverein Liedertafel Eschenbruch beheimatet. In Großenmarpe musizieren die Frohe Sängergemeinschaft Großenmarpe-Erdbruch und die Marpetaler Blaskapelle, in Istrup gibt es den Spielmannszug Istrup und in Mossenberg-Wöhren die Jugendgruppe Lautenkreis Heimatklang.
In Blomberg gibt es zwei Posaunenchöre (evangelisch-reformiert und evangelisch-lutherisch), des Weiteren einen in Istrup, einen in Reelkirchen, einen in Donop, und einen in Cappel (jeweils evangelisch-reformiert).

### Theater
Blomberg besitzt kein eigenes Theater. Theaterfreunde müssen ins Landestheater Detmold, ins Hamelner Theater oder zur Freilichtbühne ins nahegelegene Bellenberg ausweichen. Gastspiele auswärtiger Ensembles finden im „Kultur- und Bürgerhaus – Alte Meierei“ statt.
Mit der Theatergruppe „Zinnober“ der VHS Lippe-Ost hat sich vor einigen Jahren eine Laienspielgruppe in Blomberg gebildet. Eine weitere Theatergruppe ist Theater Dream.

### Bauwerke

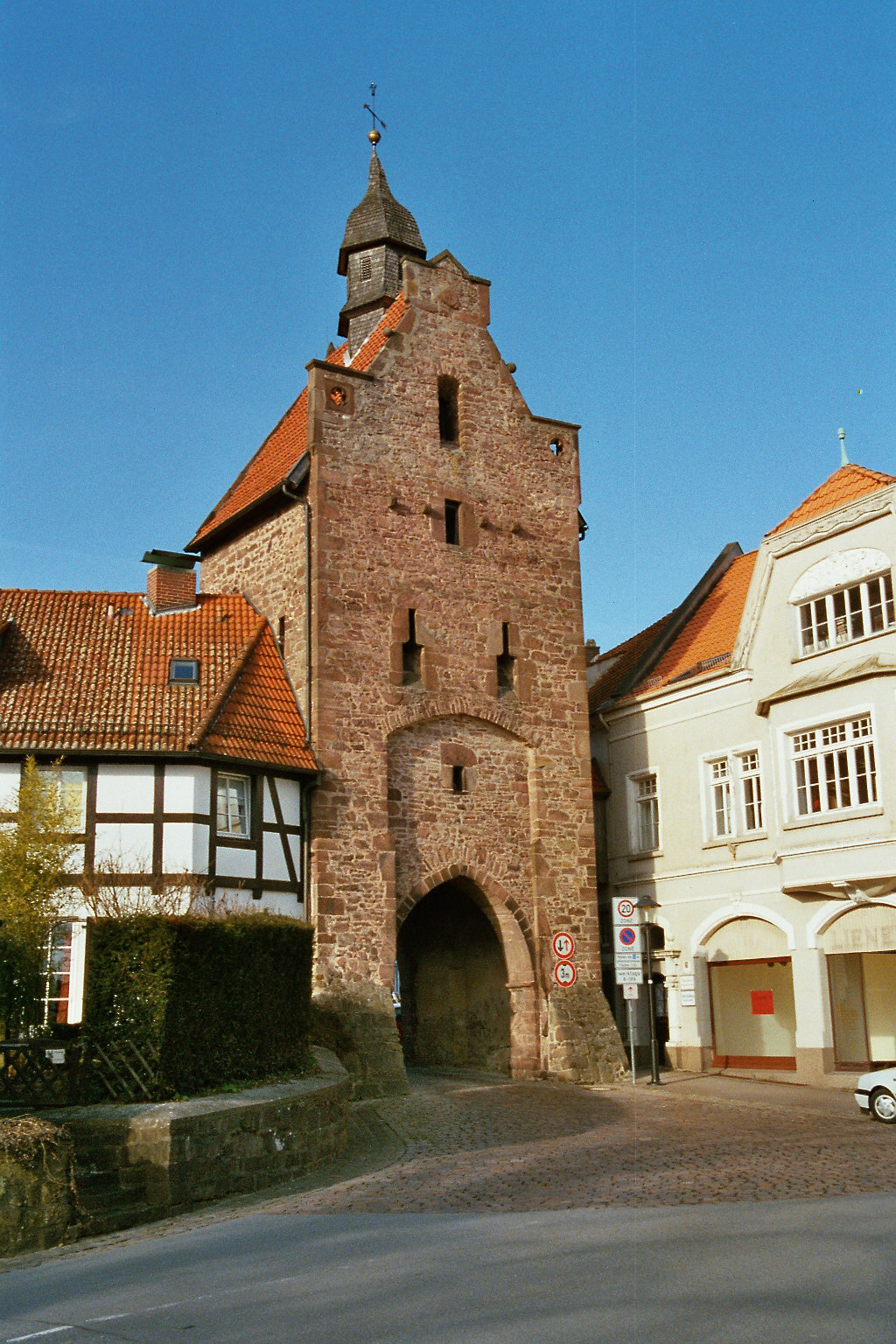
Das Niederntor in Blomberg

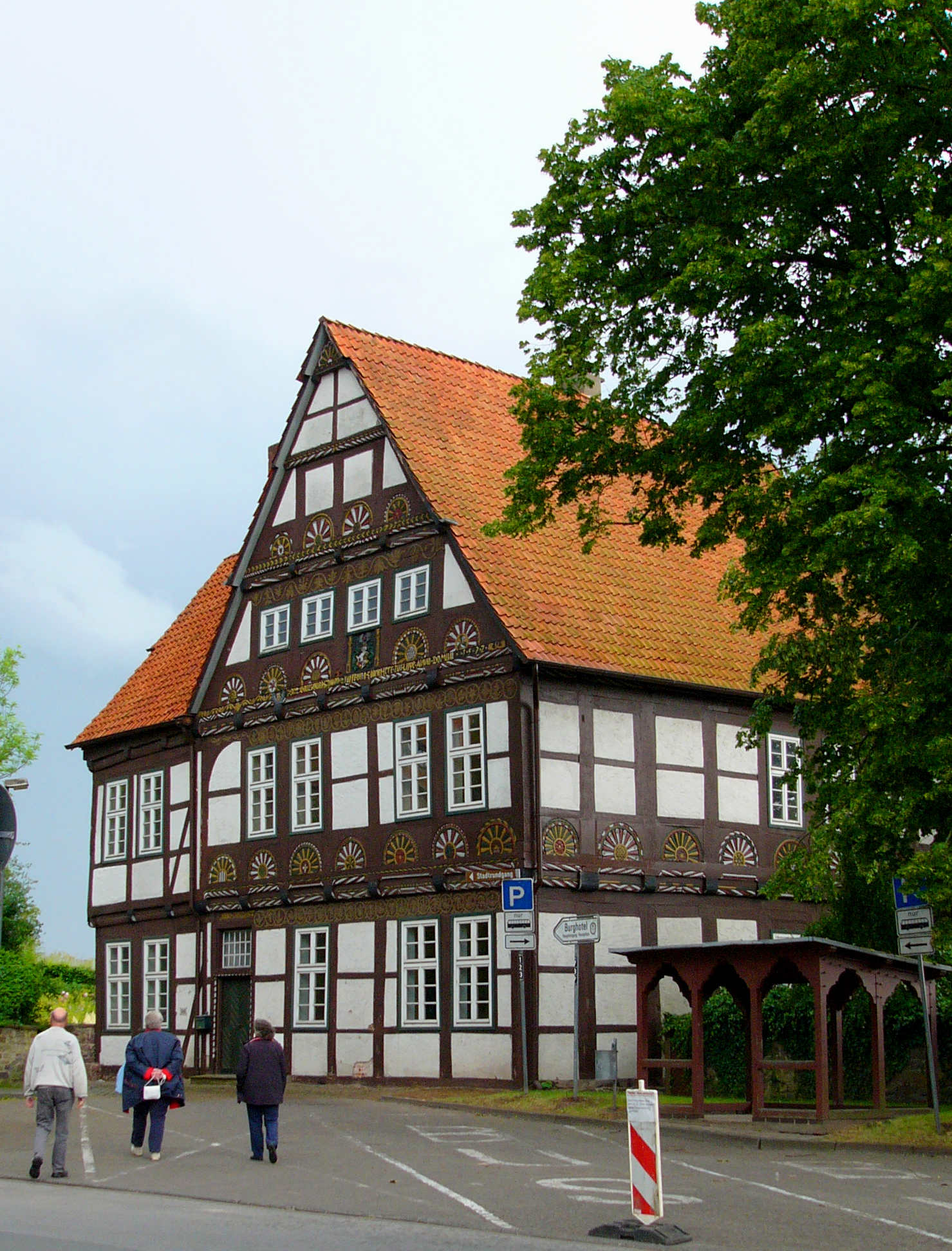
Altes Amtshaus

Die Burg Blomberg wurde im 13. Jahrhundert errichtet und nach weitgehender Zerstörung in der Soester Fehde als zweigeschossige Dreiflügelanlage wieder aufgebaut. Sie diente danach zeitweise als Residenz der Edelherrn zur Lippe. Das Erdgeschoss des Mittelflügels wurde 1562 unter Graf Bernhard VII. errichtet, während das Obergeschoss aus Fachwerk 1569 aufgesetzt wurde. Bedeutendster Baumeister war Hermann Wulff aus Lemgo, der die dem Innenhof zugewandte Utlucht aus weißem Sandstein gestaltete. Von Wulff stammen ebenfalls Arbeiten am Lemgoer Rathaus, dem Hexenbürgermeisterhaus und am Schloss Brake. Die Burg wird heute teilweise als Hotel und Restaurant genutzt.
Die ehemalige Stadtpfarrkirche St. Martin wurde nach 1447 errichtet und 1833 wegen Baufälligkeit abgerissen. Heute ist nur noch der mächtige Glockenturm mit dem 1846 erneuerten Turmhelm erhalten. An der Stelle des Kirchenschiffes wurde 1879 das Amtsgericht erbaut. Es handelt sich um einen zweigeschossigen Quaderbau im sogenannten Rundbogenstil. Das Gebäude wird – nach dem Umzug des Amtsgerichts in einen Neubau am Rand der Kernstadt – inzwischen von der Stadtverwaltung Blomberg genutzt.
Das Augustiner-Chorherren-Kloster „Zum heiligen Leichnam“ wurde 1460 an der Stelle errichtet, an der Alheyd Pustkoke gestohlene geweihte Hostien in einen Brunnen warf. Sie wurde zur Strafe gefoltert und auf dem Scheiterhaufen verbrannt. Dem Wasser des Brunnens sagte man danach besondere Heilkräfte nach und Blomberg entwickelte sich zum Wallfahrtsort. Im Jahr 1468 übernahmen Augustiner-Chorherren aus Möllenbeck den Brunnen und errichteten auf dem umliegenden Gelände ein Kloster, das bis 1536 existierte. Die Klosterkirche blieb bis 1769 Grabstätte der lippischen Edelherren. Im Chor der Kirche befindet sich die Grabtumba des Stifters Bernhard des VII. und seiner Frau Anna, im Grabgewölbe sind in zwei Räumen weitere 19 Särge untergebracht.
Der von Hans Gerd Ruwe geschaffene  Alheyd-Pustekoke-Brunnen auf dem Marktplatz soll an Allheyd Pustkoke und das oben beschriebene Ereignis erinnern.
Das Rathaus am Marktplatz wurde 1587 von Baumeister Hans Rade errichtet. Die drei Fachwerkgiebel an der Frontseite stammen aus dem Jahr 1830. Im Obergeschoss befindet sich der Rathaussaal und der kleinere Sitzungssaal, auch Wilbasensaal genannt, in dem das herrschaftliche Frei- und Gogericht zu Wilbasen tagte.

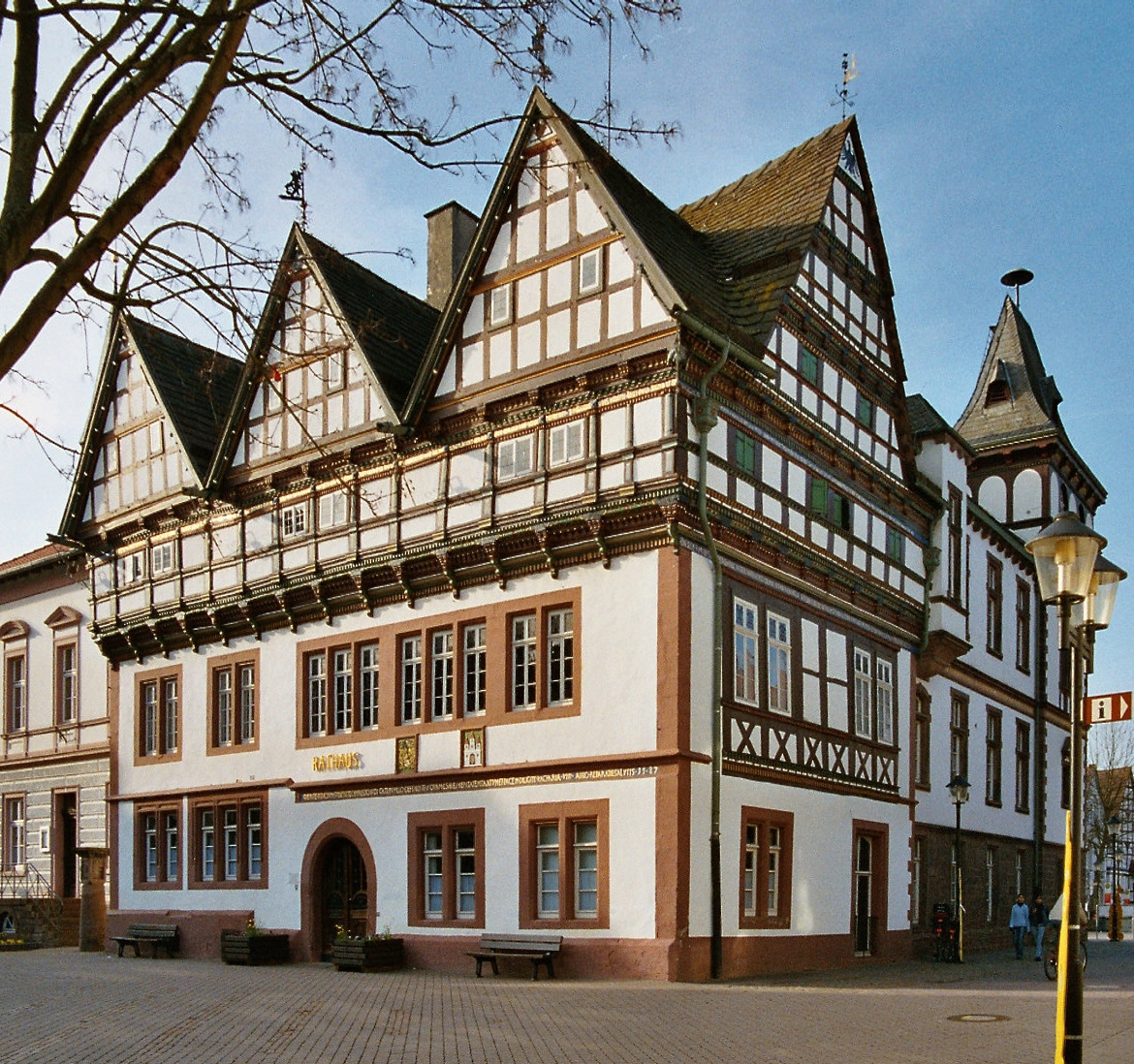
Das Rathaus in Blomberg

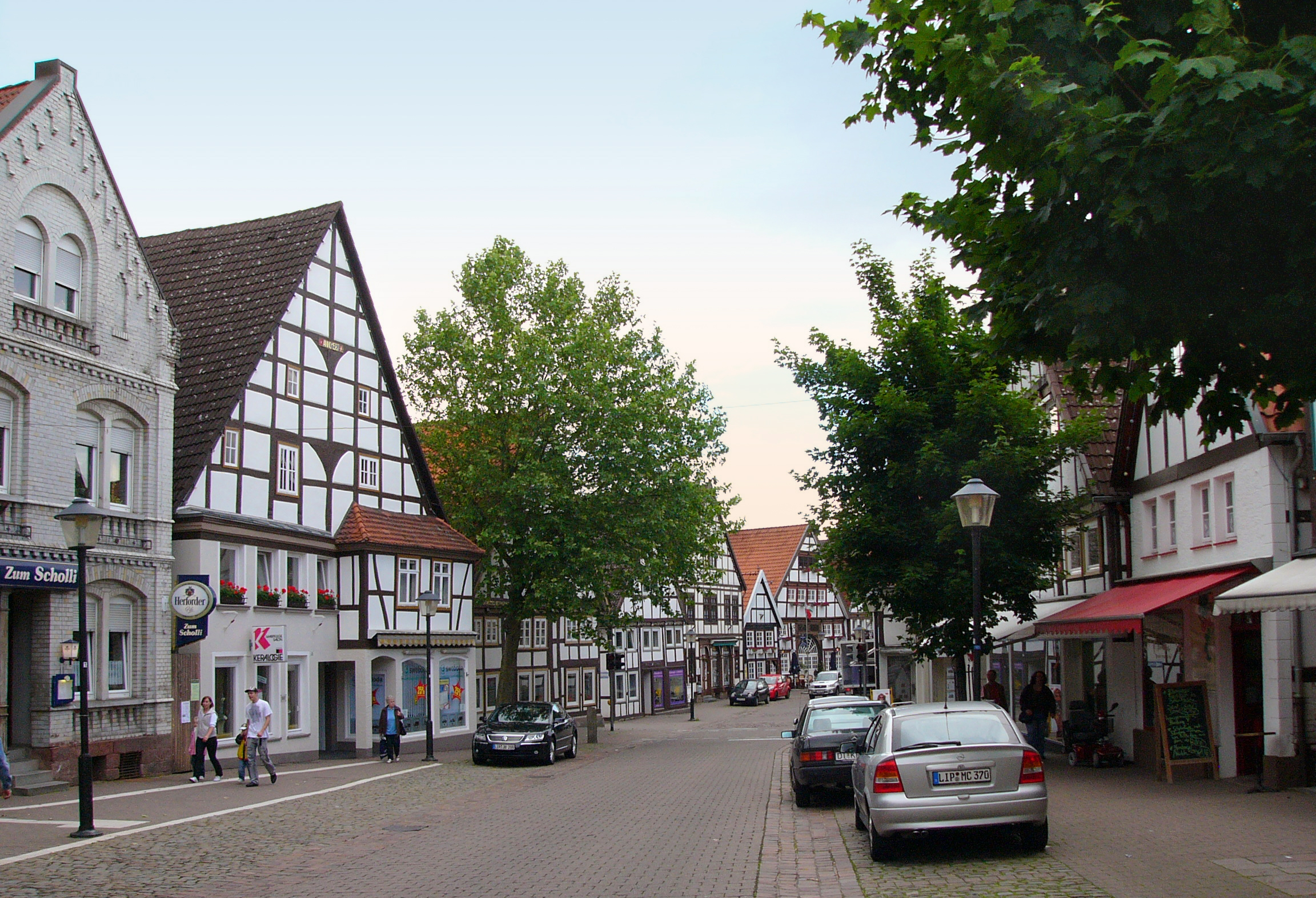
Die Neue Torstraße

Das Niederntor stammt aus dem 15. Jahrhundert und ist das letzte noch erhaltene mittelalterliche Stadttor in Lippe.
Der Böhmerhof am Pideritplatz 4 ist ein schlichter zweigeschossiger Putzbau, der 1717 für den schaumburg-lippischen Drosten Johann Philipp von Kopf erbaut wurde. Das Portal weist eine geohrte Rahmung und einen gesprengten Giebelaufsatz auf, in den das Wappen des Bauherrn eingelassen ist.
Bis in das 19. Jahrhundert hinein wurde das Ortsbild von giebelständigen Fachwerk-Dielenhäusern dominiert. Traufenhäuser fanden sich nur in den stadtmauernahen Nebenstraßen. Der einzige ältere Massivbau ist das um 1613 von Bürgermeister H. Schröder errichtete Haus Langer Steinweg 23. Über dem steinernen Untergeschoss erhebt sich ein reich beschnitzter, vierfach vorkragender Fachwerkgiebel. Am Außenbau findet sich ein 1573 bezeichneter Werkstein in Zweitverwendung, der wohl vom Vorgängerbau stammt. Im Winkelviertel befindet sich das Haus Im Seligen Winkel Nr. 4, ein typisches Handwerkerhaus mit Mitteldiele aus dem Jahr 1780. Haus Nr. 12 ist das ehemalige 1661 erbaute Küsterhaus, bei dem es sich um ein sogenanntes Vierständerhaus handelt.
Unter den noch immer zahlreich vorhandenen Fachwerkbauten sind außerdem hervorzuheben:
- Brinkstraße 4 – mit Fächerrosetten verziert, um 1569 errichtet
- Kirchhofstraße 2 – Kaufmannshaus mit Speichergeschoss, bezeichnet 1662
- Kirchhofstraße 5 – Dielenhaus mit beschnitzten Füllbrettern, bezeichnet 1664
- Langer Steinweg 20 – hinter der 1826 entstandenen Fassade befinden sich noch Bauteile aus der Zeit um 1452.
- Langer Steinweg 33 – das Gebäude wurde 1978 durch einen Brand erheblich beschädigt. Hinter dem erhalten gebliebenen Giebel entstand ein Neubau.
- Neue Torstraße 26 – Gaststätte „Zum Scharfrichter“; Großes Dielenhaus mit reich beschnitztem Torbalken, bezeichnet 1677
- Neue Torstraße 16 – errichtet um 1654
- Neue Torstraße 14 – errichtet um 1587

Besonders ansehnliche Straßenbilder bieten ebenfalls die Kuh- und die Kirchhofstraße.

### Parks

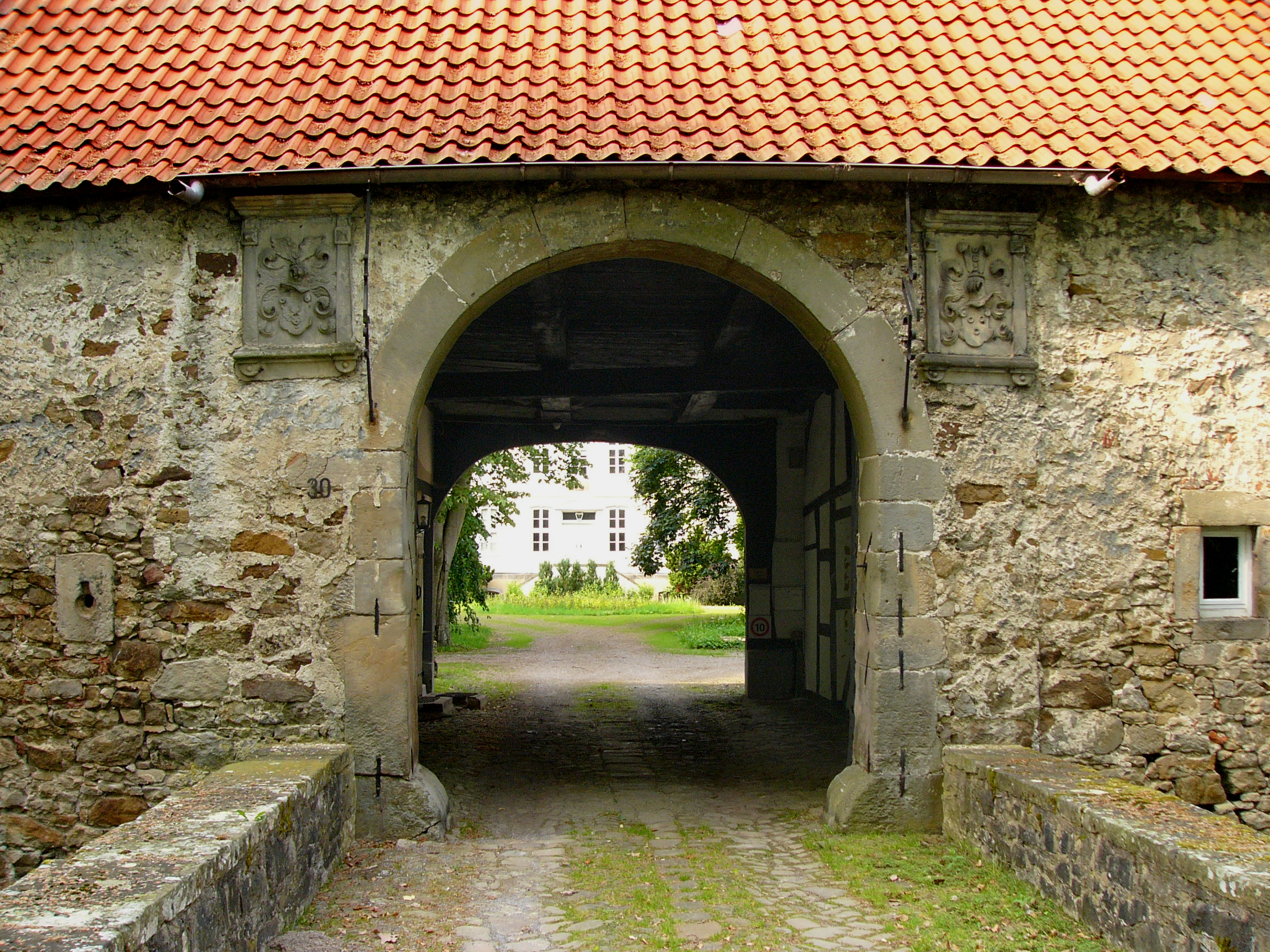
Eingang zum Wasserschloss und Schlossgarten in Reelkirchen

Der Burggarten im Südwesten der Kernstadt ist eine moderne Grünanlage mit Rasenflächen und verschiedenen Laub- und Nadelbäumen im Randbereich. Der südliche Teil am Amtshaus wird als Privatgarten genutzt, ist jedoch öffentlich zugänglich und weist eine abwechslungsreiche Staudenbepflanzung auf. Der ehemalige Weinberg und die beiden Baumgärten am westlichen Berghang sind in den letzten Jahrzehnten verwildert. Die Wege im Bereich des Weinbergs wurden als Promenade ausgebaut und mit Sitzbänken und Aussichtspunkten versehen.
Der Schlossgarten in der Ortschaft Reelkirchen stammt vermutlich aus der Mitte des 19. Jahrhunderts. Der Park ist auf einer sogenannten Gräfteninsel angelegt, die von einem Wassergraben umgeben ist. Eine Gräfte ist die westfälische Bezeichnung für einen Wassergraben, der einen Adelssitz im Mittelalter zu Verteidigungszwecken umgab. Später konnten Gräften Bestandteil der Gartengestaltung im Umfeld von Wasserschlössern sein. In der Ortschronik von Reelkirchen wird die Renovierung des Gebäudes und die Instandsetzung des Parks im Jahr 1935 erwähnt. Alter Baumbestand und eine Anzahl junger Koniferen dominieren heute die gärtnerische Anlage, die allerdings nicht öffentlich zugänglich ist.
Seit 1880 wurde der Alte Friedhof in der Stadt Blomberg als solcher nicht mehr genutzt. Die Grünfläche wurde 2009 im Rahmen des Landeswettbewerbs NRW „Ab in die Mitte“ unter dem Blomberger Motto „Nelke.küsst.Tulpe“ zum „Groene Plaats“ umfunktioniert und dient fortan als Ruhebereich in der Innenstadt, wobei der Charakter des Alten Friedhofs nicht verloren gegangen ist.

### Naturdenkmal

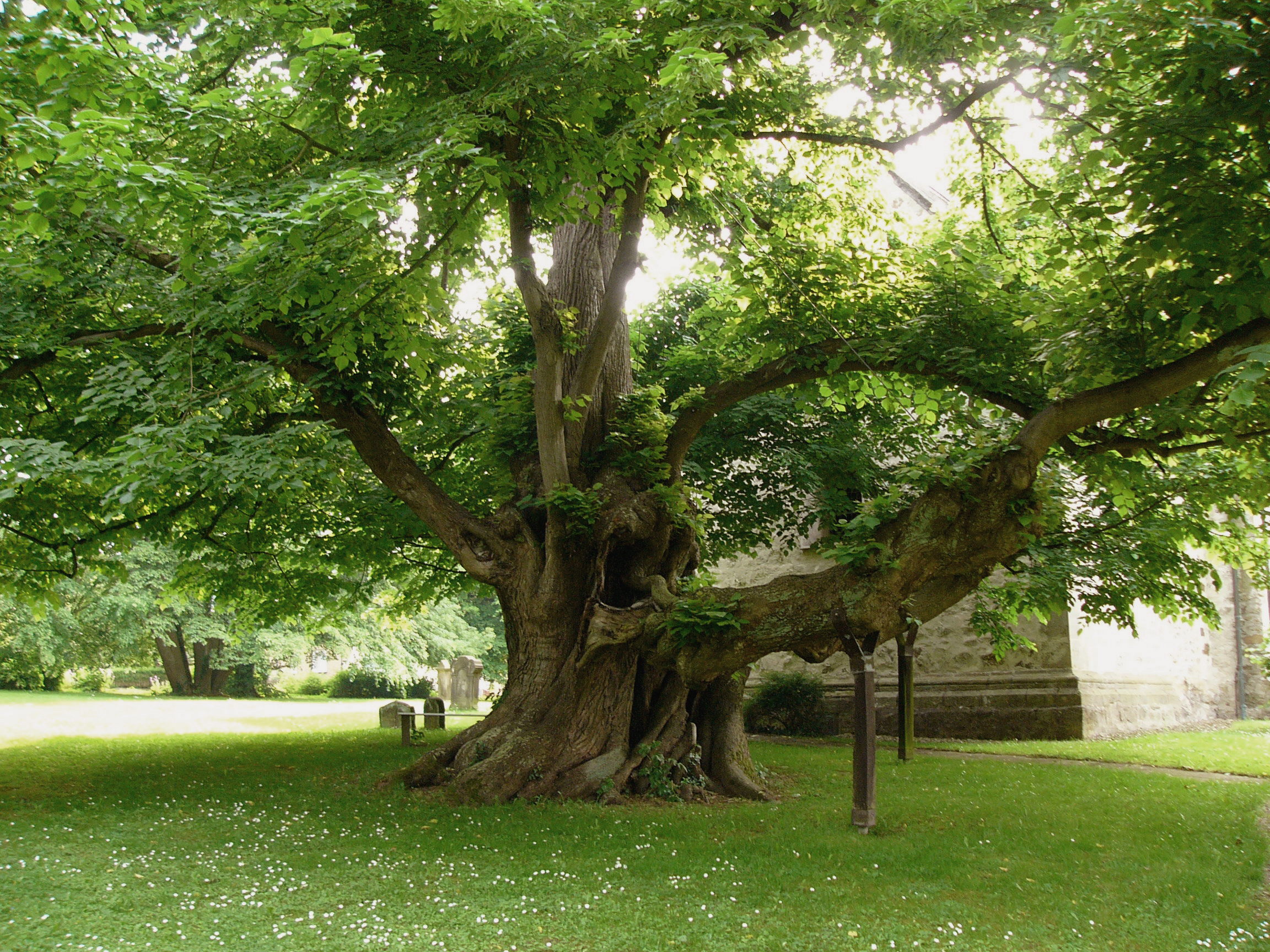
1000-jährige Linde

Im Schatten der romanischen Kirche von Reelkirchen steht eine Tausendjährige Linde. Der Baumveteran mit einem Stammesumfang von rund 6 m steht im Kirchhof und wurde vor einigen Jahren mit Stützen und Drahtseilen gesichert. Standort: 51° 54′ 51,2″ N, 9° 1′ 46,1″ O.

### Regelmäßige Veranstaltungen
Jeden Freitag findet in Blomberg auf dem historischen Marktplatz von 7 Uhr bis 15 Uhr der Wochenmarkt statt. Am zweiten vollen Wochenende im September beginnt im Blomberger Ortsteil Siebenhöfen der Wilbaser Markt, der älteste und größte Jahrmarkt in Lippe. Ursprünglich ein Kirchweihfest, entwickelte sich die Veranstaltung zu einem der bedeutendsten Pferdemärkte in Norddeutschland.
Alle zwei Jahre findet am ersten Wochenende im Juli das Schützenfest des Alten Blomberger Schützenbataillons mit rund 1000 aktiven Schützen statt. In den Jahren zwischen den Schützenfesten findet seit 2009 im Sommer das Blomberger Nelkenfest mit dem bunten Bloemenkorso statt.
Traditionell am 1. Adventswochenende wird auf dem Blomberger Marktplatz der Sint-Nicolaas-Markt abgehalten. Die Veranstaltung geht auf die Niederländischen Streitkräfte zurück, die von 1962 bis 1996 in Blomberg stationiert waren.
Jedes Jahr im Sommer findet an vier aufeinander folgenden Tagen der Vier-Abende-Marsch statt. Bei dieser Wanderung verlaufen die Strecken jeden Abend anders. Es stehen eine 5 km- und eine 10 km-Strecke zur Auswahl. Der erste Vier-Abende-Marsch wurde 1968 von den in Blomberg stationierten Niederländern durchgeführt.

### Sport
Überregional bekannt ist die Handball-Damenmannschaft der HSG Blomberg-Lippe. Die HSG besteht aus zwei Stammvereinen, dem TV Herrentrup und dem TV Blomberg, deren Handballabteilungen sich 1993 zusammenschlossen. Die erste Frauenmannschaft der HSG Blomberg-Lippe spielt in der 1. Bundesliga. Die weibliche A-Jugend errang mehrfach die Westdeutsche Meisterschaft.
Daneben gibt es in der Kernstadt weitere Vereine mit einem breiten Angebot, wie zum Beispiel Fußball, Badminton, Schwimmen, Leichtathletik, Tanzen und Schießen. Auch nahezu jeder Ortsteil hat mindestens einen Sportverein. Außerdem gibt es in Cappel einen Golfplatz mit einer 18-Loch-Anlage und in Borkhausen einen Segelflugplatz.

### Kulinarische Spezialitäten
Wie überall in Lippe gibt es auch in Blomberg den Lippischen Pickert, eine Art Kartoffelreibekuchen aus Mehl, geriebenen Kartoffeln, Eiern, Rosinen, Hefe, Milch und Wasser. Eine weitere Spezialität ist die Lippske Palme, wie hier der Grünkohl bezeichnet wird, der zusammen mit Kohlwurst und Kartoffeln zubereitet wird.

## Wirtschaft und Infrastruktur
Zu Beginn des 19. Jahrhunderts gewann die Holzverarbeitung zunehmend an Bedeutung. Hier ist besonders die Herstellung von Stühlen zu nennen. 1893 gründete Bernd Hausmann das erste Sperrholzwerk in Deutschland, meldete ein Patent an und gilt damit als Erfinder der Buchenholz-Sperrholzplatte. Die Holzindustrie bleibt bis heute ein wichtiger Industriezweig für Blomberg. Ein weiterer Schwerpunkt und wichtiger Arbeitgeber ist die Elektrotechnik. In den drei Blomberger Industriegebieten Flachsmarkt, Feldohlentrup und Nederlandspark haben sich zahlreiche mittelständische Unternehmen niedergelassen. Dennoch müssen viele Arbeitnehmer zu anderen Industriestandorten in die Nachbarorte auspendeln. Blomberg gehört zum Integrierten ländlichen Entwicklungskonzept Südlippe, einem Verbund der Gemeinden Blomberg, Horn-Bad Meinberg, Lügde, Schieder-Schwalenberg und Schlangen.

### Ansässige Unternehmen
Die Firma Phoenix Contact ist ein Hersteller für elektrische Verbindungs- und Interfacetechnik. Sie wurde 1923 in Essen gegründet und verlegte nach dem Zweiten Weltkrieg ihren Sitz nach Blomberg. Hier entstanden 1957 die ersten beiden Werke am Flachsmarkt.
Die Blomberger Holzindustrie entwickelte 1893 unter Bernhard Hausmann die erste Buchen-Sperrholzplatte der Welt. Heute ist Blomberg der Sitz der Firmenzentrale. Die Firma Synflex Elektro entwickelt, produziert und vertreibt Produkte und Systemlösungen für die Bereiche Elektrotechnik und Elektronik.

### Verkehr
Blomberg liegt an der Bundesstraße 1 und an der Bundesstraße 252, auch Ostwestfalenstraße genannt. Die nächstgelegenen Autobahnen sind die A 2 im Norden, Anschlussstelle (35) Bad Eilsen (45 km), und die A 33 im Südwesten, Anschlussstelle (26) Paderborn-Elsen (40 km).
Die Eisenbahnverbindung nach Schieder zur Bahnstrecke Hannover–Altenbeken wurde am 10. Dezember 1951 im Personen- und am 26. September 1987 auch für den Güterverkehr stillgelegt. Die Kleinstadt Blomberg verfügte ab 1926 über einen weiteren Schienenanschluss durch die Paderborner Überlandstraßenbahn der PESAG in Richtung Horn-Bad Meinberg. Dieser Verkehr endete bereits zehn Jahre später.
Nächstgelegene Stationen sind nun die Bahnhöfe Schieder im 3 km entfernten Schieder-Schwalenberg oder Steinheim an der Bahnstrecke Hannover–Altenbeken (Linie S 5 der S-Bahn Hannover), täglich im Stundentakt, Detmold (20 km) und Horn-Bad Meinberg (17 km) an der Bahnstrecke Herford–Altenbeken–Paderborn und Lemgo (20 km) an der Begatalbahn.
Durch Regionalbusse ist Blomberg werktags (samstags bis mittags) mit Barntrup und Bad Meinberg verbunden. Am Samstagnachmittag sowie sonn- und feiertags bestehen auf einigen Strecken ein Anruflinienbusverkehr. Nach Barntrup und Bad Meinberg verkehren einzelne Busfahrten. Nur die Linie 777 nach Detmold und Linie 732 Lemgo bzw. Schieder/Lügde/Bad Pyrmont wird täglich durchgängig befahren. Neu ist die Linie 771 nach Steinheim, die im Stundentakt verkehrt und insbesondere den Standort Phönix Contact bedient.
Seit der Einstellung der Blomberger Stadtbusse im Jahr 2004 wird der Stadtverkehr von zwei Orts- bzw. Regionalbuslinien übernommen. Ein annähernd alle zwei Stunden verkehrender Ortsbus verbindet die Ortschaften Cappel und Blomberg. Die Linie 911 verkehrt von Kleinenmarpe über Cappel, Großenmarpe und Istrup nach Blomberg, weiter über das Wohngebiet „Hamburger Berg“ zum „Flachsmarkt“. Die Linie 777 von und nach Detmold bindet das Wohngebiet „Bexten“ an die Innenstadt an.
Blomberg besitzt im Ortsteil Borkhausen einen kleinen Flugplatz für Segelflugzeuge. Die nächsten internationalen Flughäfen sind der Flughafen Paderborn/Lippstadt (ca. 60 km südwestlich) und der Flughafen Hannover (ca. 100 km nordöstlich).

### Medien
Die einzige lokale Tageszeitung für den gesamten Kreis Lippe ist die Lippische Landes-Zeitung, die am Marktplatz einen Servicepoint unterhält. Ende 2003 wurde die Lippische Rundschau eingestellt. Radio Lippe sendet lokale Nachrichten und Beiträge aus dem Kreis Lippe. Weiter berichtet das WDR-Studio Bielefeld aus Blomberg. Als überregionales Anzeigenblatt berichtet Lippe aktuell regelmäßig über die Stadt Blomberg und über die Region.
Lokale Medienangebote sind Blomberger Anzeiger, das Nachrichtenportal Blomberg Voices, die Zeitung „Unsere NelkenWelt“ und Radio Blomberg.

### Öffentliche Einrichtungen
In Blomberg gibt es ein Rathaus, eine Agentur für Arbeit (Arbeitsamt) und ein Amtsgericht, das für die Städte Barntrup, Blomberg, Lügde und Schieder-Schwalenberg im südöstlichen Teil des Kreises Lippe zuständig ist. Die Blomberger Versorgungsbetriebe (bvb) betreiben ein Blockheizwerk und sind für die Versorgung mit Wasser, Elektrizität, Erdgas, Nahwärme sowie die Abwasser-Entsorgung verantwortlich. Darüber hinaus betreiben sie ein Freibad und ein Hallenbad.
Zur Freiwilligen Feuerwehr Blomberg gehören die Gesamtwehr Blomberg, der ABC-Zug, der Löschzug Blomberg, und die Löschgruppen Cappel, Donop, Eschenbruch, Herrentrup und Großenmarpe.
In Blomberg gibt es eine Stadtbücherei und ein Bürgerhaus, das für Theatergastspiele, Konzerte, Filmvorführungen und andere Veranstaltungen genutzt wird.
Ebenso gibt es bereits seit 1974 das JuZ, das Jugendzentrum der Stadt, das als Anlaufstelle und Treffpunkt für die Jugendlichen Blombergs geschaffen wurde.

### Bildung
In Blomberg gibt es drei Grundschulen, und zwar die Grundschule am Weinberg mit einer angeschlossenen offenen Ganztagsschule, die Grundschule Großenmarpe und die Grundschule Reelkirchen ebenfalls mit einer offenen Ganztagsschule.
Darüber hinaus besitzt Blomberg die Sekundarschule Blomberg im Ganztagsbetrieb, das Hermann-Vöchting-Gymnasium und die Pestalozzischule als Förderschule für Lernen und Sprache. Diese Schulen liegen im Schul- und Sportzentrum Blomberg an der Ulmenallee.
Am 1. August 2014 hat die Sekundarschule ihren Betrieb aufgenommen. Gleichzeitig haben die Haupt- und die Realschule keinen neuen Jahrgang aufgenommen. Während sie zum 31. Juli 2019 auslaufen, wird die Sekundarschule zu diesem Zeitpunkt voll ausgebaut sein.

### Stiftungen
Seit 1986 besteht die Bürgermeister-Heinrich-Fritzemeier-Stiftung. Sie bezweckt die Förderung in den Bereichen Sport, Bildung, Jugendhilfe, Umweltschutz und Altenhilfe in Blomberg.
Im Jahr 2005 gründeten der Bürgermeister Klaus Geise, die Stadtsparkasse Blomberg/Lippe und Phoenix Contact die Bürgerstiftung Zukunft Blomberg. Sie soll dazu dienen, soziale, gemeinnützige und kulturelle Zukunftsinitiativen im Bereich der Bildung zu fördern.

## Persönlichkeiten

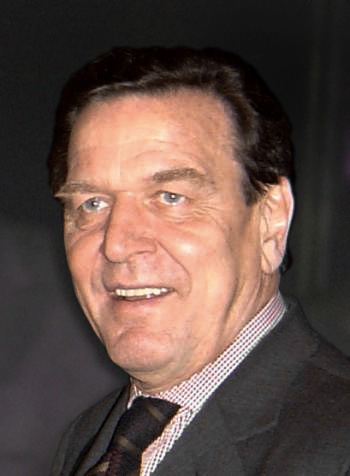
Alt-Bundeskanzler Gerhard Schröder kam in der Ortschaft Mossenberg-Wöhren zur Welt

### In Blomberg geboren
- Johannes Piderit (1559–nach 1639), evangelischer Theologe und Historiograf
- Johann Nicolaus Horst (1601–1685), lutherischer Theologe und Hofprediger in Celle
- Christian Antze (1775–1845), Jurist und Politiker, Bürgermeister der Stadt Salzuflen
- Friedrich Georg Althaus (1790–1863), evangelisch-reformierter Geistlicher; Generalsuperintendent in der Lippischen Landeskirche
- Dietrich Carl Piderit (1790–1854), Beamter, Politiker und Richter im Fürstentum Lippe
- Karl Piderit (1797–1876), Mediziner und Gründer des Landeskrankenhauses in Detmold
- Wilfried Paulsen (1828–1901) wurde auf Gut Nassengrund bei Blomberg geboren. Er war Kartoffelzüchter und galt in den letzten Jahrzehnten des 19. Jahrhunderts als Marktführer für Pflanzkartoffeln in Deutschland. Außerdem war er ein bekannter Schachspieler
- Louis Paulsen (1833–1891), der jüngere Bruder von Wilfried, war einer der stärksten deutschen Schachspieler des 19. Jahrhunderts
- Hermann Vöchting (1847–1917) war ein bekannter Botaniker und langjähriger Leiter des Botanischen Instituts der Universität Tübingen
- Karl Bömers (1848–1888), Jurist und Schriftsteller, Verfasser eines Romans sowie von historischen Novellen und Erzählungen, die meist in der näheren oder weiteren Umgebung seiner lippischen Heimat spielen, kam in Blomberg zur Welt und war später Landrichter in Bückeburg
- Otto Weerth (1849–1930), Vorsitzender des Naturwissenschaftlichen und Historischen Vereins für das Land Lippe
- August Schätzlein (1859–1930), Heimatforscher und Lehrer
- Fritz Geise (1871–1966), geboren in Tintrup, Politiker (DDP), Mitglied des Landespräsidiums des Landes Lippe
- Friedrich Krüger (1877–1940), Physiker und Direktor des Physikalischen Instituts in Greifswald
- Arnold Theopold (1884–1959), Staatsrat und Mitglied des Landespräsidiums Lippe
- Carl André (1894–1985), Generalmajor
- Irmela Wendt (1916–2012), geboren in Donop, Kinderbuchautorin und Übersetzerin. Aus ihrer Feder stammen über 20 Kinder- und Jugendbücher
- Günter Dux (* 1933), Soziologe, von 1975 bis 1995 Professor für Soziologie und Direktor des Instituts für Soziologie an der Albert-Ludwigs-Universität Freiburg
- Horst Hagedorn (1933–2018), Geomorphologe
- Janne Günter (* 1937 als Marianne Spilker), Sozialwissenschaftlerin, Publizistin und Pionierin bei der Rettung von Arbeitersiedlungen im Ruhrgebiet vor dem Abriss
- Gerhard Schröder (* 1944), Politiker (SPD). Er war von 1998 bis 2005 der siebte Bundeskanzler der Bundesrepublik Deutschland und zuvor von 1990 bis 1998 Ministerpräsident des Landes Niedersachsen. Nach seiner politischen Karriere wechselte Schröder in die Wirtschaft
- Wolfgang Martynkewicz (* 1955), Literaturwissenschaftler
- Jürgen Berghahn (* 1960), Politiker (SPD), Abgeordneter im Bundestag und im Landtag von Nordrhein-Westfalen
- Katja Stauber (* 1962), Schweizer Radio- und Fernsehjournalistin und Moderatorin

### Mit Blomberg verbunden
- Ulrich Pierius († 1642) war evangelisch-reformierter Pfarrer und lebte während des Dreißigjährigen Krieges (1618–1648) ohne Pfarrstelle in Blomberg, nachdem er aus Schwalenberg vertrieben worden war. Seine letzte Pfarrstelle bekam er in Lage, wo er 1642 starb.
- Graf Otto von Lippe-Brake (1589–1657) war Gründer der Linie Lippe-Brake. Er starb 1657 in Blomberg und wurde im Grabgewölbe der Klosterkirche beigesetzt.
- Johann Christian Paulsen (1748–1825), Forstmann, kaufte und lebte auf Gut Nassengrund
- Bernhard Hausmann erfand 1893 die Buchensperrholzplatte und gründete das erste Sperrholzwerk Deutschlands in Blomberg.
- Magnus Zeller (1888–1972) war ein expressionistischer Maler und Grafiker. Von 1924 bis 1937 lebte er in Berlin und zeitweilig in Blomberg.
- Katrin Höngesberg (1921–2009), die Zeichnerin, Malerin, Illustratorin und Schriftstellerin lebte zwischen 1944 und 1960 in Blomberg.
- Frank-Walter Steinmeier (* 1956), deutscher Politiker (SPD) amtierender Bundespräsident und ehemaliger Außenminister, besuchte bis 1974 das Städtische neusprachliche Gymnasium Blomberg; damals wohnhaft in Brakelsiek.[69]
- Walter Spindler (* 1954), deutscher Bundeswehr-General und einst Kommandierender der multinationalen Truppe in Afghanistan, besuchte bis 1973 das Städtische neusprachliche Gymnasium Blomberg; damals wohnhaft in Maspe.
- Günter Platzdasch, ein deutscher Jurist und Journalist, bis zum Parteiausschluss als „Eurokommunist“ engagiert in der Deutschen Kommunistischen Partei, besuchte bis 1973 das Städtische neusprachliche Gymnasium Blomberg, dessen Schülerzeitung „barometer“ er redigierte; damals wohnhaft in Schieder.
- Linda Stahl (* 1985), wuchs in Blomberg auf. Sie war bis zu ihrem Karriereende im August 2016 eine der besten deutschen Speerwerferinnen. Ihre größten sportlichen Erfolge feierte sie mit dem Gewinn der Europameisterschaft im Jahr 2010, jeweils einem dritten Platz bei den Olympischen Spielen und den Europameisterschaften des Jahres 2012, einem vierten Platz bei den Weltmeisterschaften 2013 und der Erringung der Vizeeuropameisterschaft 2016. Nach der Teilnahme an den Olympischen Spielen in Rio de Janeiro 2016 beendete sie ihre sportliche Karriere.

### Alt-Bürgermeister von Blomberg
- Karl Köhne (1893–1957) war zunächst von den Alliierten als Bürgermeister eingesetzt worden und wurde dann bei der Gemeinderatswahl vom 15. September 1946 in seinem Amt bestätigt und somit erster frei gewählter Bürgermeister Blombergs nach dem Zweiten Weltkrieg.
- Wilhelm Große-Brauckmann (1888–1959) war in der Zeit von 1950 bis 1952 ehrenamtlicher Bürgermeister der Stadt Blomberg.
- August Wille (1900–1957) war in der Zeit von 1952 bis 1956 ehrenamtlicher Bürgermeister der Stadt Blomberg.
- Heinrich Fritzemeier (1921–1983) war in der Zeit von 1956 bis zu seinem Tod ehrenamtlicher Bürgermeister der Stadt Blomberg. Nach ihm ist eine gemeinnützige Stiftung bürgerlichen Rechts benannt: die Bürgermeister-Heinrich-Fritzemeier-Stiftung.
- Arnold Weber wurde 1936 geboren und war von 1983 bis 1994 ehrenamtlicher Bürgermeister.
- Dieter Machentanz, 1937 geboren, war in der Zeit von 1994 bis 1999 ehrenamtlicher Bürgermeister der Stadt Blomberg.
- Siegfried Pilgrim (SPD), 1939 geboren, war von 1970 bis 1999 Stadtdirektor sowie von 1999 bis 2004 hauptamtlicher Bürgermeister der Stadt Blomberg.
- Klaus Geise (SPD) wurde 1958 geboren und ist seit 2004 Bürgermeister der Stadt Blomberg.